# Hungría
Hungría (en húngaro: Magyarországⓘ) es uno de los veintisiete Estados soberanos que forman la Unión Europea. Está situado en la llanura panónica y tiene fronteras con Eslovaquia por el norte, con Ucrania y Rumanía por el este, con Serbia y Croacia por el sur, con Eslovenia por el suroeste y con Austria por el oeste. Su capital y mayor ciudad es Budapest. Su idioma oficial es el húngaro, también conocido como magiar, que pertenece al grupo ugrofinés y que además es la lengua no indoeuropea con más hablantes de toda Europa.
Hungría es un Estado miembro de la OTAN, de la OCDE, del Grupo de Visegrád y del Acuerdo de Schengen. 
Después del paso por el territorio de pueblos como los romanos, los celtas, los hunos, los eslavos, los gépidos, los pechenegos y los ávaros, el gran príncipe Árpád fundó Hungría en el siglo IX. Su bisnieto Esteban I accedió al trono en el año 1000 y convirtió el país al cristianismo. El Reino de Hungría existió durante cinco siglos y en algunos momentos de su historia llegó a ser uno de los centros culturales del mundo occidental. Tras la derrota magiar en la batalla de Mohács ante los otomanos en 1526, gran parte de Hungría integró el imperio otomano durante casi 150 años (1541-1699). Tras el Tratado de Passarowitz (1718), todas las partes restantes de Hungría bajo dominio otomano fueron transferidas al dominio de los Habsburgo. Más tarde, se formó parte del Imperio austríaco, dentro del cual obtuvo autonomía desde 1867 como parte constituyente de la Doble Monarquía del Imperio austrohúngaro.
Hungría como parte del Imperio se desarrolló hasta alcanzar el estatus de potencia regional hasta el final de la Primera Guerra Mundial, cuando la derrota llevó a la firma del Tratado de Trianon que le supuso la pérdida de más de dos tercios de su territorio. En la Segunda Guerra Mundial el país luchó en el bando del Eje y también sufrió importantes pérdidas materiales y humanas. Entre 1947 y 1989 Hungría estuvo regida por un gobierno socialista, un período en el que fue el centro de la atención mundial por la Revolución de 1956 y por la pionera apertura de su frontera con Austria en 1989, hecho que aceleró el colapso del Bloque comunista.
Desde 1989 Hungría es una república parlamentaria y se la considera un país desarrollado. Es un destino turístico importante, pues atrae a más de diez millones de visitantes todos los años. El país cuenta con el mayor sistema de cuevas de aguas termales del mundo, el mayor lago de Centroeuropa, el lago Balatón, y las mayores praderas naturales del Viejo continente, en Hortobágy.
Cada 15 de marzo se celebra una de las tres fiestas nacionales de la República Húngara, en conmemoración del inicio de la revolución por su independencia del Imperio austríaco en 1848, a partir de lemas como «A haza minden előtt», o sea, «La Patria ante todo».

## Etimología
Durante el Imperio romano, el territorio de la actual Hungría formó parte de las provincias de Panonia y Dacia. A fines del siglo IV, Roma perdió Panonia, ocupada desde entonces por tribus germanas y eslavas, y por los «pastores romanorum», pastores que hablaban un idioma derivado del latín vulgar. Odo de Deogilo, participante en la Segunda Cruzada (1147), habla de las Pabula Iulii Caesaris (Los pastos de Julio César), mientras que Ricardo escribió en su obra Ungaria Magna (1237) que Hungría era llamada antes «Pascua Romanorum». El diácono Tomás de Spalato también escribió alrededor del año 1250 que Hungría solía llamarse de ese modo, en su obra Historia Salonitana, in Monumenta spectantia historiam Slavorum meridionalium, XXVI (Scriptores III), página 42. La planicie central recibió a hunos, búlgaros (que finalmente se asentaron más al sur, en las actuales Bulgaria y Macedonia del Norte) y ávaros: pueblos nómadas provenientes de las estepas del norte del mar Negro. Los ávaros dominaron la cuenca del Danubio entre los siglos VII y VIII, hasta ser sometidos por el Imperio de Carlomagno.
Los sucesores de Carlomagno organizaron una serie de ducados en la mitad oeste y norte de la mayor cuenca, mientras que el Imperio bizantino y Bulgaria ejercieron cierta autoridad sobre el sur y el este de la región. El Ducado de Croacia se independizó en el año 869 y Moravia luchó tenazmente contra los carolingios, hasta la aparición de los magiares, pueblo de origen fino-ugrio (emparentado con fineses, estonios, carelios, udmurtos, etc.). Estos organizaron, al oeste del bajo Don, una federación de tribus (integradas por diversos clanes y dirigidas por un jefe hereditario), llamada On-Ogur (Diez Flechas), que dio origen al nombre húngaro, por lo que su reino se acabó conociendo como Hungaria, que posteriormente derivó en «Hungría».
El endónimo del país, la palabra usada por los propios húngaros, es Magyarország (pronunciado /ˈmɒɟɒrorsaːɡ/ (escucharⓘ), compuesta de magyar «húngaro» y ország «país»). El término magyar viene del nombre de una de las siete principales tribus seminómadas húngaras, los magyeri. Originariamente provendría del proto-úgrico *mäńć- «hombre»; esta raíz también aparece en el nombre del pueblo siberiano de los mansi.

## Historia

### Hungría premagiar

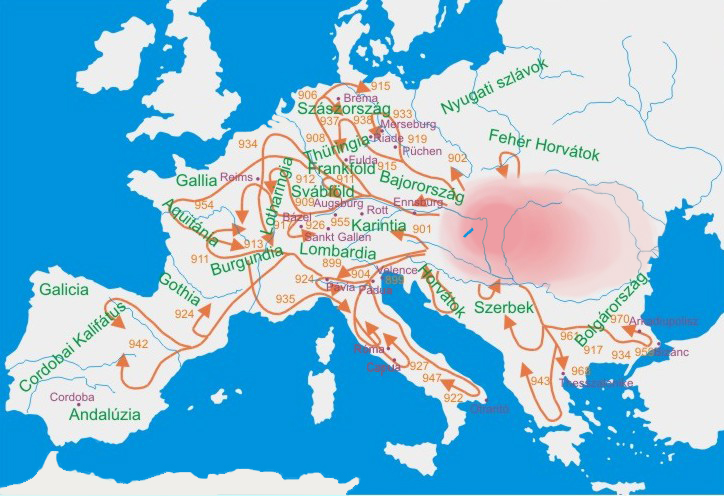
Migración de los magiares por Europa

Entre los primeros en llegar estuvieron los hunos, que construyeron un poderoso imperio bajo Atila el Huno. Atila fue considerado como un gobernante ancestral de los húngaros, pero este argumento ha sido rechazado hoy día por la mayoría de los estudiosos. Después de que el reino de los hunos se desvaneciera, los germanos ostrogodos y lombardos llegaron a Panonia, y los gépidos ocuparon la parte oriental de la cuenca de los Cárpatos durante unos cien años. En el año 560 los ávaros fundaron el janato de Avar, un Estado que mantuvo la supremacía en la región durante más de dos siglos. Su poder militar queda demostrado por las frecuentes batallas y victorias sobre todos sus vecinos. El janato de Avar se vio debilitado por las constantes guerras y la presión externa. Finalmente, el gobierno de los ávaros terminó cuando el janato fue conquistado por el Imperio de Carlomagno en occidente y los búlgaros con Khan Krum en el este. Ninguno de los dos, ni otros fueron capaces de crear un Estado duradero en la región, y en el siglo IX la tierra estaba habitada solo por una escasa población de eslavos.
Los magiares (húngaros) recientemente unificados, guiados por Árpád, comenzaron a establecerse en la cuenca de los Cárpatos a partir del 895. De acuerdo a los lingüistas los húngaros tendrían su origen en una antigua población ugrofinesa que habitó originariamente las zonas boscosas situadas entre el río Volga y los montes Urales. El rey Arnulfo I de Baviera invitó a los húngaros a ocupar las tierras de Svatopluk al este del río Danubio. En 894, mientras que Simeón de Bulgaria atacó al imperio bizantino, Svatopluk cuestionado Arnulfo invadiendo Panonia. Tanto Arnulfo como León VI el Sabio buscaron la ayuda de los húngaros, quienes estaban en condiciones de atacar a los búlgaros y los moravos de la parte posterior. Arnulfo mantuvo la alianza con los húngaros hasta su muerte en 899.

### La Gente de Árpád

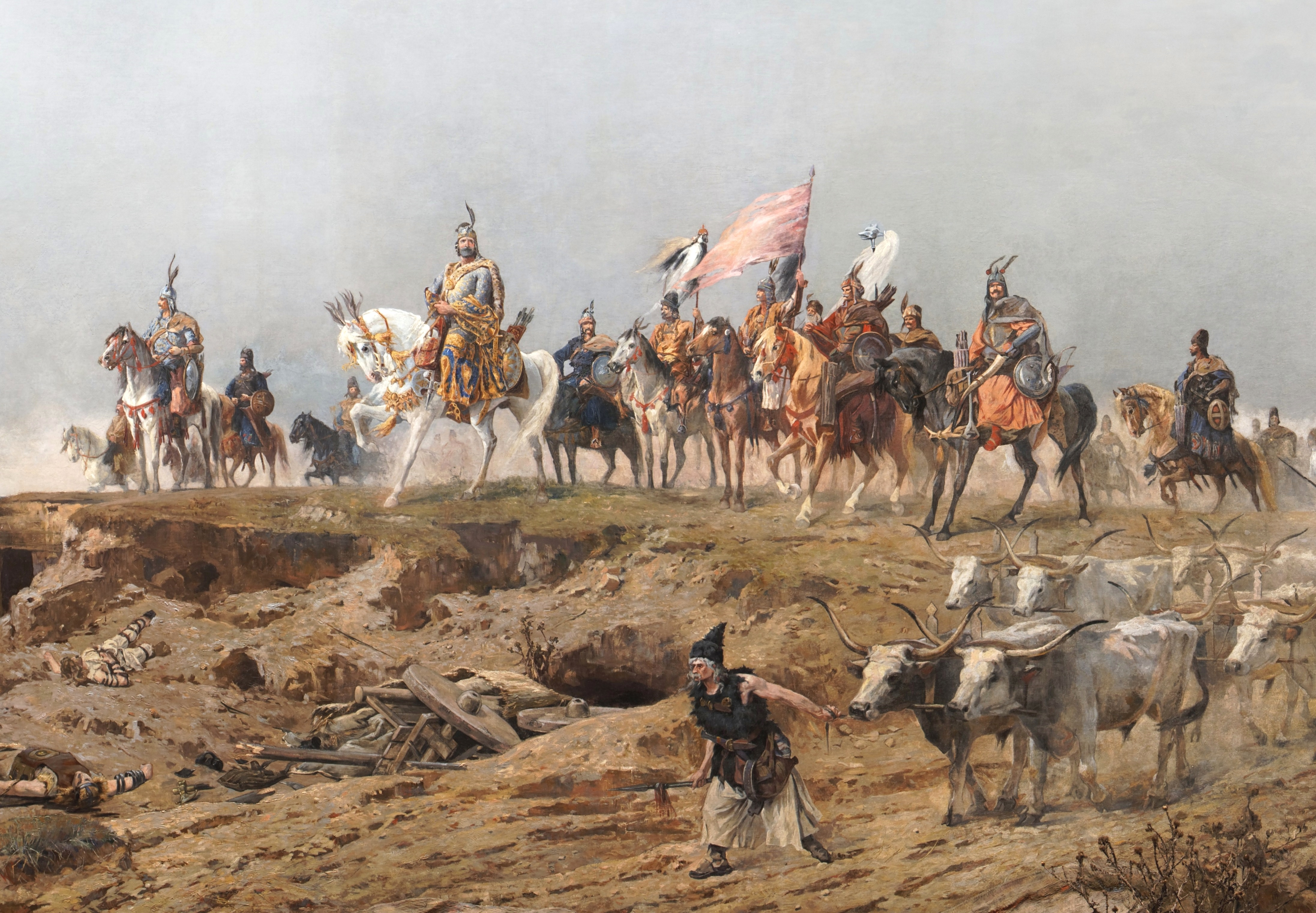
La llegada de los magiares, cuadro de Árpád Feszty

La tradición sostiene que Hungría fue fundada por siete tribus magiares (húngaras) que emigraron desde la región de los montes Urales cerca del límite de Europa y Asia hasta el territorio actual en el siglo VIII. Estas fueron guiadas por siete jefes: Álmos, Előd, Ond, Kond, Tas, Huba y Töhötöm. Un par de décadas después de haber llegado a las tierras del Danubio, Árpád —el hijo mayor de Álmos— se convirtió en príncipe y líder absoluto de las tribus, que hicieron un pacto de sangre para simbolizar una unión indivisible. Así comenzó la historia de la nación húngara y la dinastía de los Árpád.

### San Esteban y el cristianismo

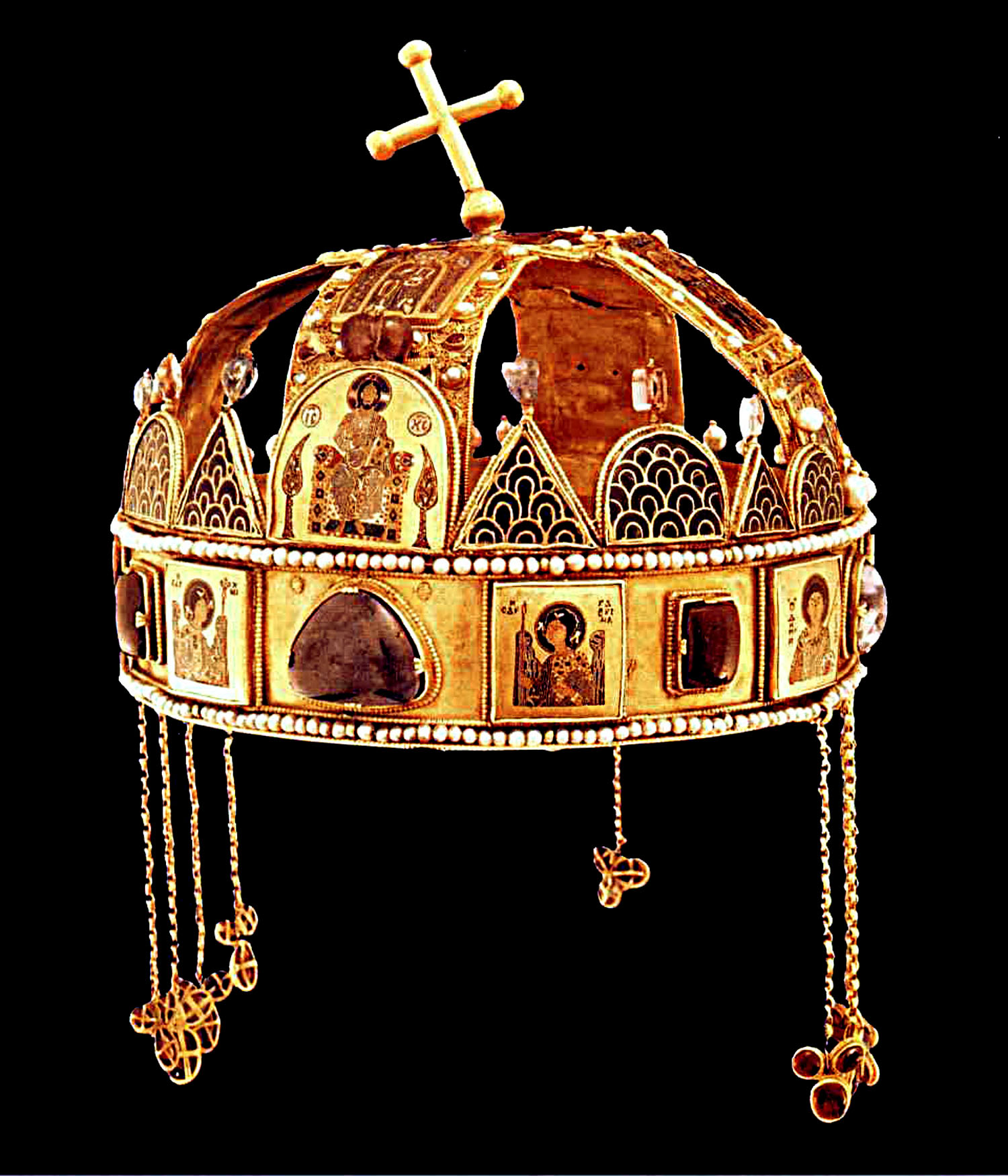
Corona de San Esteban

El tataranieto de Árpád fue Esteban I (r. 1000-1038), hijo del príncipe Géza. Esteban había nacido como pagano con el nombre de Vajk y posteriormente fue bautizado con su nombre cristiano. Esteban sabía que si su nación quería sobrevivir, debía ser reconocida como un reino cristiano y estar bajo la tutela del papa. Así, comenzó su lucha contra el paganismo tras haber sido coronado rey de Hungría en el año 1000. El principal adversario de Esteban fue un familiar suyo llamado Koppány, que deseaba la corona de Hungría y repudiaba el cristianismo. Cuando este murió, Esteban ordenó que fuera descuartizado y que las partes de su cuerpo fueran enviadas a ciudades importantes como muestra de lo «poco conveniente» que podría ser el paganismo.
Un ferviente defensor del cristianismo fue el rey caballero San Ladislao I de Hungría (r. 1077-1095), cuyo culto floreció tras su canonización en 1192. En su época Croacia y Dalmacia fueron anexadas a Hungría, consolidándose también el poder real y la situación interna del reino.

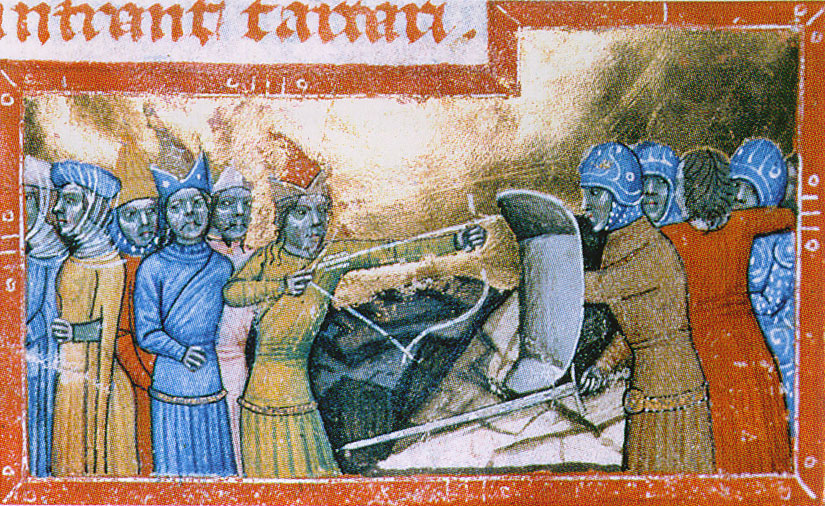
Mongoles con arcos y flechas atacando a cumanos y húngaros en 1285. Imagen de la Crónica Ilustrada húngara

### Casa de los Anjou y Segismundo
Una vez desaparecida la familia real húngara, la Casa de Árpad en 1301, el príncipe napolitano Carlos Roberto de Anjou reivindicó el trono como único descendiente por vía materna de los reyes húngaros. Comenzó entonces la Edad de Oro del reino, aplicándose numerosas reformas económicas. Hungría pasó a ser el mayor proveedor de oro y plata en Europa en su época, y a dominar comercial y militarmente su entorno. Luego de la pérdida del poder en Hungría por la Casa de Anjou en 1387, Segismundo de Luxemburgo se convirtió en rey húngaro por vía de matrimonio. Como rey checo y posteriormente emperador germánico, Segismundo obtuvo cada vez más adeptos, y concentrándose siempre en Hungría, impulsó el arte y la arquitectura gótica.

### Matías Corvino y los turcos
Hungría se convirtió gradualmente en un reino vasto e independiente, donde florecería la cultura y se daría un importante progreso económico, sobre todo de la mano de Mátyás (Matías Corvino), que conquistó Moravia, Bohemia y Silesia y posteriormente trasladó la corte húngara a Viena. Así, Matías fue una figura de gran relevancia para el renacimiento en Hungría y la lucha armada contra los turcos, a los que se intentaba repeler desde hacía décadas (por ejemplo, su padre, el regente húngaro Juan Hunyadi, hijo de un noble de Valaquia, dirigió incontables campañas contra los turcos).

### La batalla de Mohács y la victoria turca

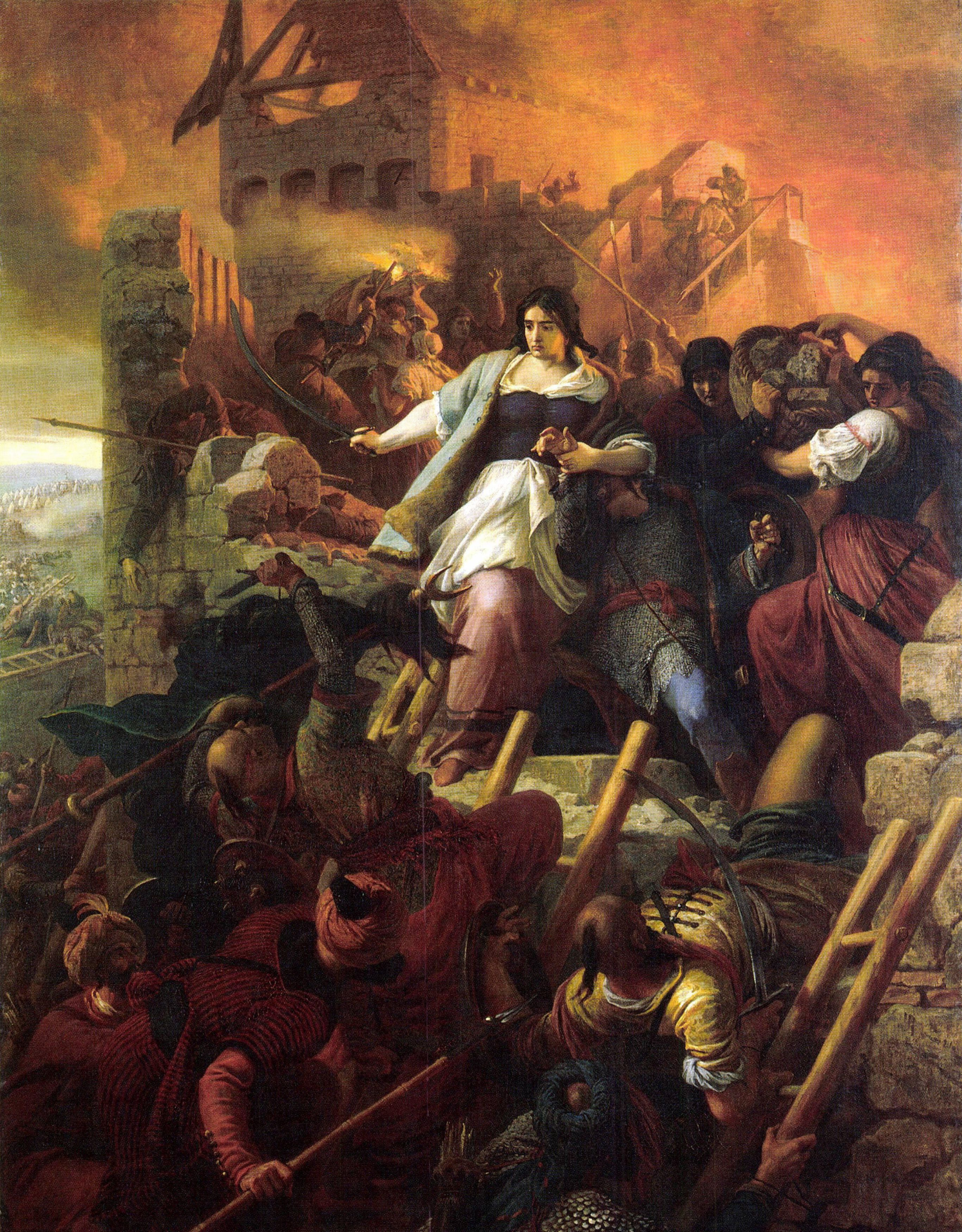
La mujer de Eger (1867), cuadro que retrata la victoria húngara en el asedio del castillo de Eger en 1552, durante las Guerras otomano-húngaras

La época dorada finalizó con la derrota húngara de Mohács en 1526 y la ocupación turca de Buda (hoy parte de Budapest). A la muerte de Luis II en la batalla de Mohács, la nobleza húngara eligió rey a Fernando de Habsburgo, hermano del emperador Carlos V, vinculándose así Hungría a la Casa de Habsburgo durante casi cuatrocientos años.
En 1529 fracasó la ofensiva turca contra Viena. Durante la dominación otomana de gran parte de Hungría, esta fue administrada por algunas grandes familias, y las revueltas serían constantes, al igual que en Transilvania. A finales del siglo XVII, los Habsburgo reconquistarían Hungría (Budapest en 1686 y en 1699 Transilvania). Durante los siglos XVIII y XIX, Hungría formó parte de los territorios administrados por los Habsburgo (Imperio austríaco a partir de 1806).

### Los Habsburgo y su dominio sobre Hungría
Tras las victorias imperiales de finales del siglo XVII, Hungría y Transilvania pasaron a formar parte del Imperio de los Habsburgo, ocasionando varios conflictos entre la nobleza magiar, poderosa y de espíritu independiente, y las tendencias centralistas de Viena.
En 1848, estallaron rebeliones en todas partes del imperio, y en Hungría escritores como Sándor Petőfi tomaron las calles y guiaron las multitudes contra los austriacos. Pronto se estableció un gobierno provisional que fue derrocado por el emperador Francisco José I con el apoyo en Hungría de las minorías que estaban sometidas a los húngaros (especialmente croatas y rumanos) y por la intervención rusa. La rebelión fracasó, y entre 1849 y 1866 se reimplantó una política centralista y autoritaria.

### El «Compromiso austro-húngaro»

Mapa étnico del Imperio austrohúngaro en 1910

Tras la derrota austríaca de 1866 contra Prusia en la Guerra de las Siete Semanas, Hungría se convertiría finalmente, en 1867, en una parte autónoma del Imperio austrohúngaro. Una comitiva húngara encabezada por Ferenc Deák fue enviada a Viena, donde se firmó el Compromiso austrohúngaro. En este tratado se otorgaban a Hungría instituciones políticas propias, gobierno y ejército propios y el parlamento tendría su sede en Budapest. Hungría (territorios de la Corona de San Esteban) se constituyó en la segunda entidad de la nueva monarquía, con plena independencia excepto en asuntos militares, exteriores, monetarios y aduaneros. El káiser pasó a ser simultáneamente «rey apostólico» de Hungría. La política interna húngara se caracterizó por apostar por la magiarización de las minorías (croatas, serbios, eslovacos, ucranianos y rumanos), la centralización administrativa (solo Croacia conservó cierta autonomía) y el mantenimiento de un régimen tendiente al autoritarismo (sufragio censitario reducido, discriminación de las minorías, etc.). A diferencia de la parte austríaca, Hungría se mantuvo esencialmente rural y agraria bajo el dominio de una numerosa y poderosa nobleza que controlaba gran parte de los recursos del Estado.

### Hungría desmembrada (periodo de entreguerras)
El Imperio fue derrotado en la Primera Guerra Mundial, por lo que Hungría declaró su independencia el 1 de octubre de 1918. Con el tratado de Trianon en 1920 Hungría firmó la paz con las potencias vencedoras y perdió más de un 70 % de su territorio, que pasó a los nuevos Estados centroeuropeos. Eslovaquia y Rutenia (esto es, la Rutenia subcarpática) se unirían a Bohemia y Moravia para formar Checoslovaquia. Transilvania y parte del Bánato se juntarían a Rumanía. Croacia y Voivodina pasarían al Reino de los Serbios, Croatas y Eslovenos, futura Yugoslavia. Quedaron, no obstante, importantes grupos de población húngara en Checoslovaquia (884 000 individuos), Voivodina serbia (420 000) y Transilvania rumana (1 662 000), hoy en día también siguen siendo mayoritarios en numerosos distritos y municipios de las tres nuevas naciones.
Poco después, hubo una revolución comunista instaurándose la República Soviética Húngara, que fue sofocada tres meses más tarde por las tropas anticomunistas rumanas en la guerra húngaro-rumana. Durante este estado de anarquía, el almirante Miklós Horthy tomó el poder como regente permanente del Reino de Hungría (1920-1945), aunque impidiendo la restauración del rey Carlos IV de Habsburgo (que falleció en 1922), quien contaba con un apoyo social muy amplio.

### La Segunda Guerra Mundial

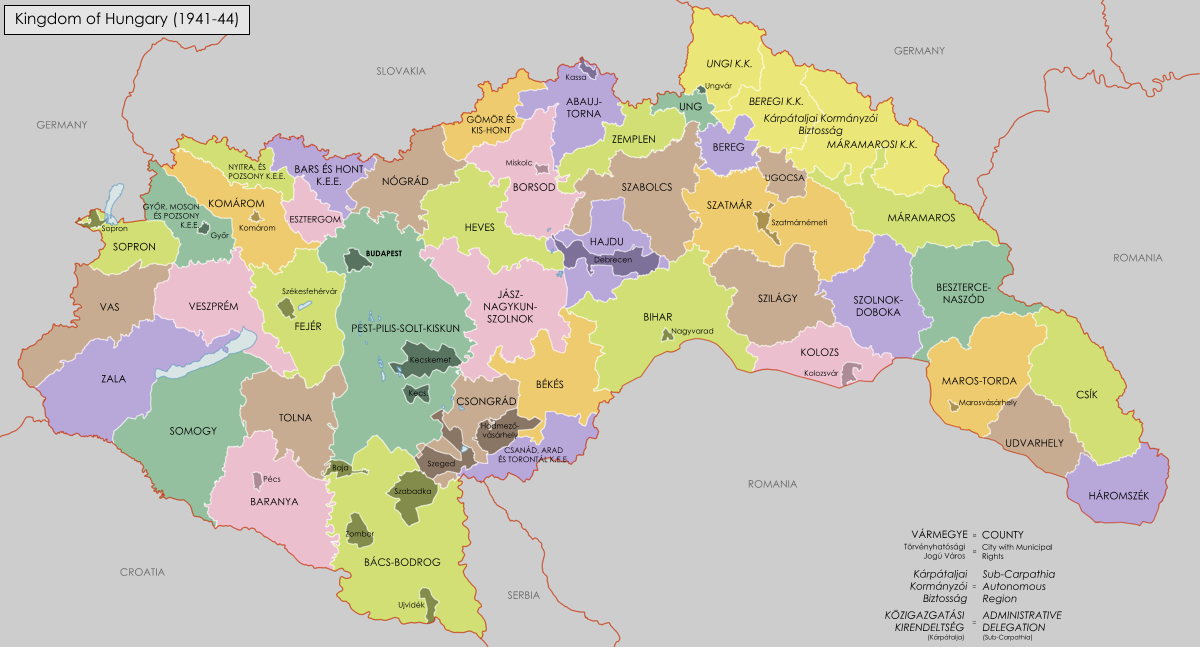
Hungría entre 1941 y 1944

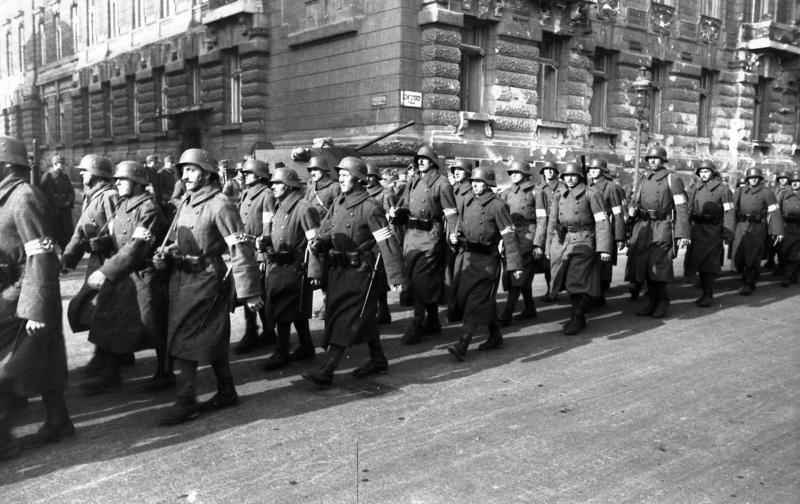
Miembros de la Cruz Flechada desfilando por las calles del centro de Budapest

Tras cierta presión, Horthy, el regente húngaro, estableció una alianza con la Alemania nazi y los otros miembros de las Potencias del Eje (Italia y Japón) en los años 1930, con la promesa de revisar el Tratado de Trianon. Hungría fue recompensada por Alemania con territorios pertenecientes a Checoslovaquia, Yugoslavia y Rumanía, y tomó parte activa en la Segunda Guerra Mundial, pudiendo así recuperar temporalmente unos territorios donde había húngaros (sur de Eslovaquia, Rutenia subcarpática, Transilvania septentrional y el norte de la Voivodina), y donde las autoridades húngaras pretendieron que los húngaros eran la mayoría, aunque los censos hechos por las autoridades rumanas, eslovacas o serbias mostraban lo contrario. En octubre de 1944, Adolf Hitler forzó la abdicación del no demasiado dócil Horthy, por un mayor colaboracionista pronazi húngaro, Ferenc Szálasi, con el fin de evitar así la defección de Hungría. La Segunda Guerra Mundial afectó decisivamente a Hungría en el sitio de Budapest, donde perecieron unos 40 000 civiles además de 50 000 defensores y 70 000 atacantes del Ejército Rojo.[cita requerida]

### La Hungría comunista y la rebelión de 1956

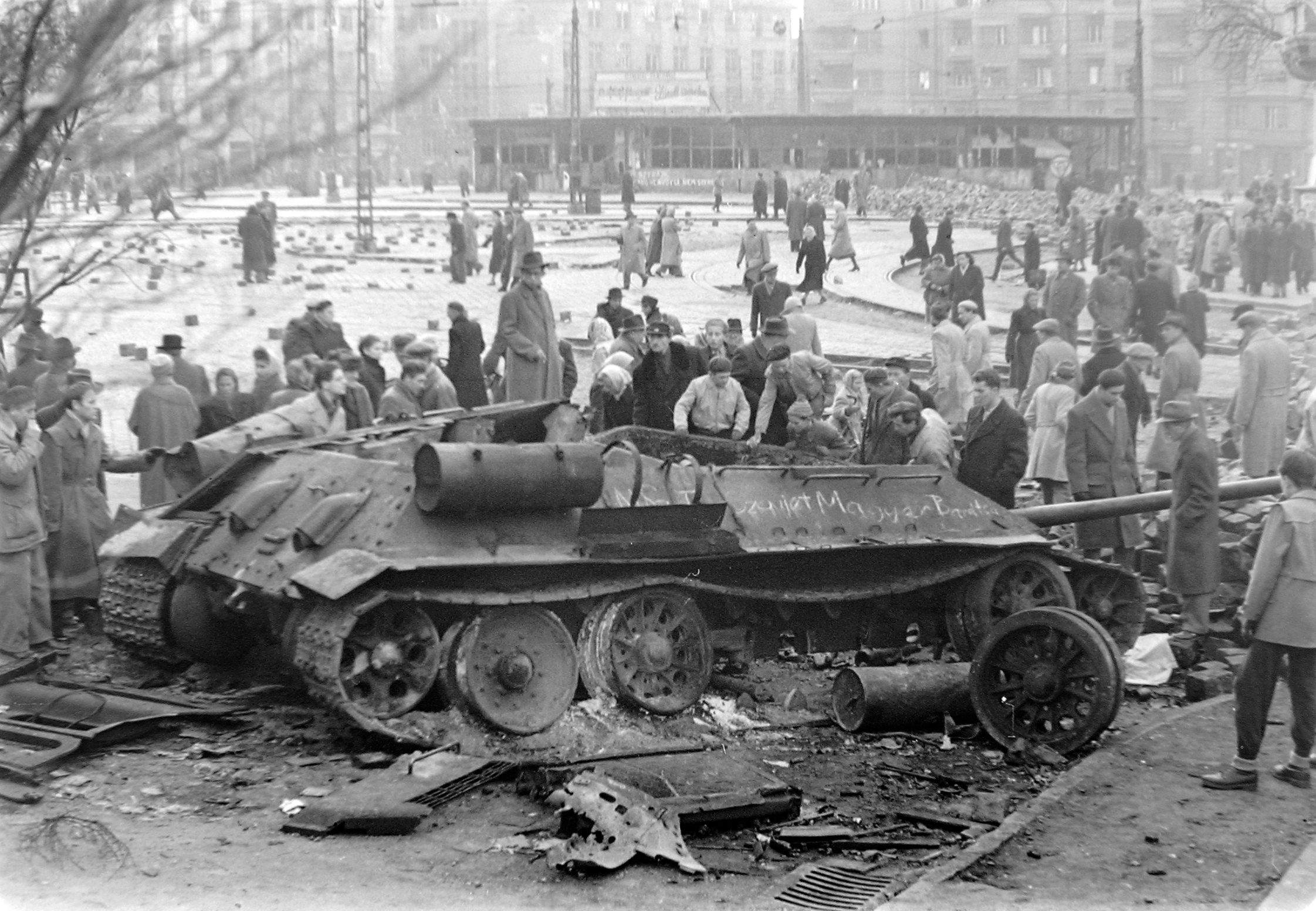
Tanque soviético destruido en las calles de Budapest durante la Revolución húngara de 1956

Tras la caída de Hitler, Hungría fue ocupada por tropas soviéticas y, pese a que hubo un pequeño período liberal, en 1947 se instauró un gobierno comunista, liderado por el Partido de los Trabajadores Húngaros, estando a la cabeza de este Mátyás Rákosi. Por lo tanto el país pasaba a ser una parte importante del Bloque del Este. En 1949 Hungría ingresó en el Consejo de Asistencia Económica Mutua (COMECON) patrocinado por la Unión Soviética, del que formó parte hasta 1991.

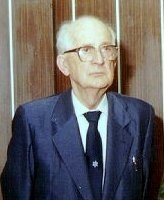
Brunó Ferenc Straub fue uno de los últimos presidentes del Consejo Presidencial de la República Popular Húngara desde 1988 hasta 1989.

Cuando murió Iósif Stalin en 1953, se inició —como en la Unión Soviética y toda Europa del Este (menos Yugoslavia y Albania, que habían elegido sus propias vías al socialismo)— el proceso de desestalinización, en que se aprobó un nuevo programa económico y se concedió amnistía a varios prisioneros políticos. En 1955 se firmó el Pacto de Varsovia, que era un tratado de ayuda mutua, tanto económica como militar.
El 28 de octubre de 1956, una revolución que pedía la retirada del Pacto de Varsovia fue respondida con una intervención militar por la Unión Soviética y la deposición y ejecución del primer ministro Imre Nagy. A finales de los años 1980, Hungría encabezó el movimiento para disolver el Pacto de Varsovia y se encaminó hacia una economía orientada al mercado bajo el liderazgo de János Kádár, secretario general del Partido Socialista Obrero Húngaro hasta 1988, año en que dimitió. Durante su gobierno se impulsó una política reformista, permitiéndose el establecimiento de pequeñas y medianas empresas aunque el gobierno defendía arduamente los derechos de los trabajadores y mantenía el control político del país.

### El cambio de régimen y la nueva Hungría
Tras la disolución de la Unión Soviética en 1991, Hungría intensificó los lazos con Europa Occidental, se unió a la OTAN en 1999 y a la Unión Europea el 1 de mayo de 2004. Hungría fue el país que mejor afrontó la caída de la Unión Soviética en Europa Central, ya que el país había ido acercándose paulatinamente al sistema de libre mercado hacia los últimos años del régimen socialista.

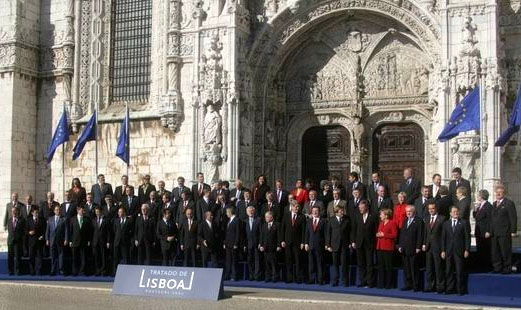
Ceremonia de firma del Tratado de Lisboa en 2007

El 18 de septiembre de 2006, miles de húngaros, en gran parte llamados por el FIDESZ (o Alianza de Jóvenes Demócratas), el partido conservador mayoritario (en la oposición en ese momento) salieron a las calles enarbolando las banderas del antiguo Reino de Hungría, luego de que fuera divulgado un audio donde el primer ministro, Ferenc Gyurcsány, admitía que mintió en cuanto a la situación económica húngara para ganar las elecciones. En el audio puede oírse claramente que: «si la economía se mantuvo encarrilada fue por la divina providencia, la abundancia de dinero efectivo en la economía mundial y cientos de engaños», para después agregar: «es obvio que hemos mentido en el último año y medio, dos años. No hay dudas de que lo que estamos diciendo no es verdad».
Los miles de húngaros movilizados por el FIDESZ exigieron tanto la renuncia del ministro como la de su gabinete, produciéndose enfrentamientos donde la policía fue desbordada y se ocupó el edificio de la televisión estatal húngara (MTV), produciéndose algunos incendios en su interior, en lo que fueron las jornadas más violentas vistas por Hungría desde la caída del régimen socialista en 1989. En las elecciones de 2010, el FIDESZ resultó elegido para encabezar el nuevo gobierno, por una mayoría abrumadora, con más de dos tercios de los votos emitidos.
Después de volver al poder en 2010, Viktor Orbán se hizo cargo de la televisión pública para según sus críticos utilizarla con fines propagandísticos. Los medios de comunicación privados estarían siendo comprados gradualmente por oligarquías cercanas al gobierno, según denuncias de la oposición el primer ministro está a la cabeza de un imperio mediático: un gran canal comercial, toda la prensa diaria regional, webs; casi quinientos medios en total. Este conglomerado cubriría casi el 80 % del panorama de los medios de comunicación.
El 12 de septiembre de 2018, el Parlamento Europeo recomendó la aplicación a Hungría del artículo 7 del Tratado de la Unión Europea por negarse a acoger refugiados y no respetar las políticas de la UE, en lo que el PE entendió como riesgo de violación del Estado de derecho. La aplicación del artículo podría suponer diferentes medidas, entre ellas la posibilidad de que el país perdiera su voto en el Consejo de la Unión Europea, siempre y cuando se produzca el voto unánime de todos los miembros de la UE.
En 2023, fue expulsada del Programa Erasmus por vulnerar el Estado de derecho.

## Política

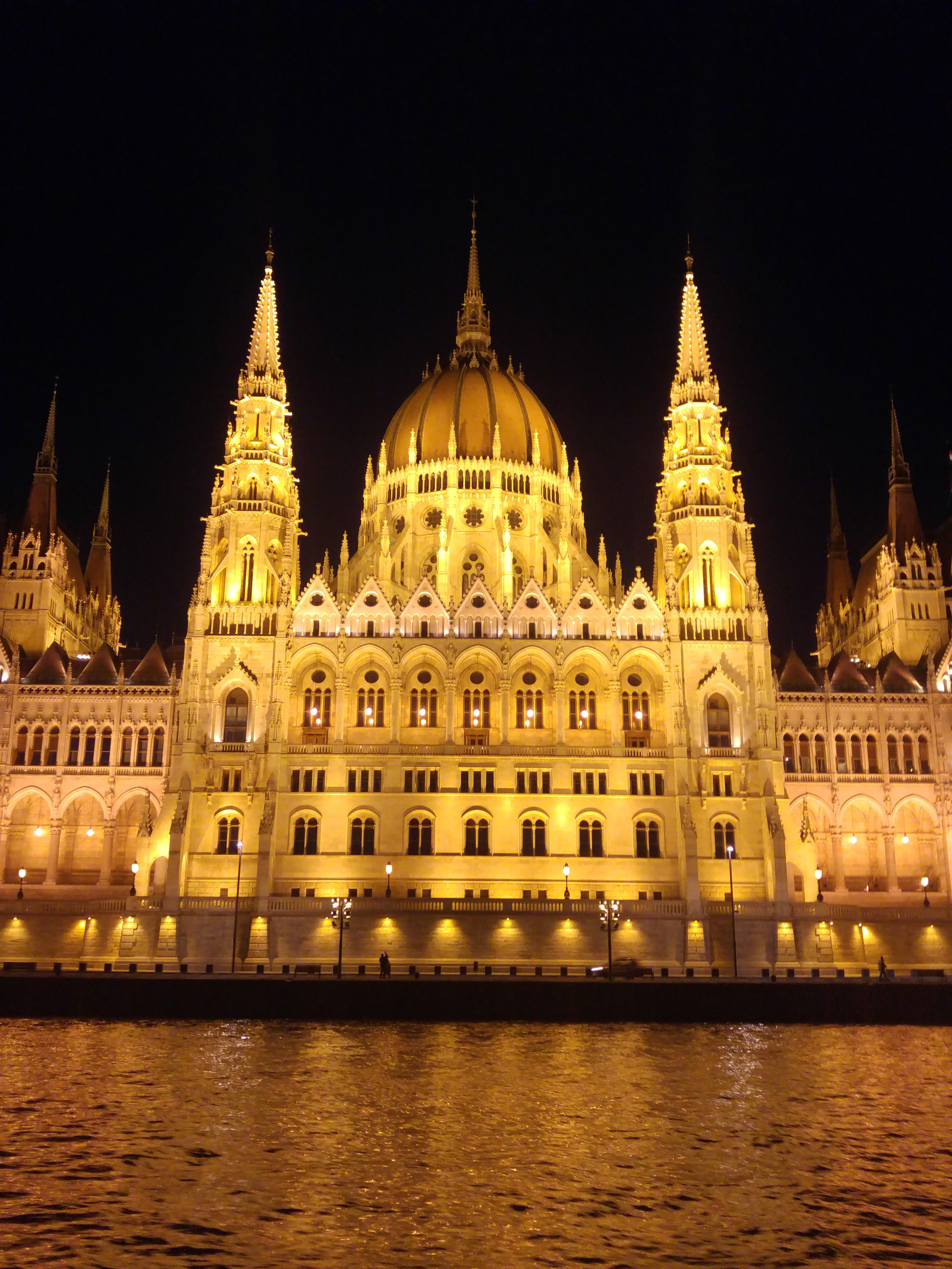
Asamblea Nacional de Hungría

La constitución húngara de 1949 permaneció en vigor hasta 2011, aunque fue modificada en diversas ocasiones, la última el 23 de octubre de 1989, cuando se proclamó la República en lugar de la República Popular existente hasta entonces. El 18 de abril de 2011 el Parlamento aprobó una nueva constitución.
En la actualidad, Hungría se define como una democracia liberal parlamentaria, en la que la autoridad reside en el pueblo y la práctica del gobierno se realiza dentro del marco de un estado de derecho.
Más recientemente, en 2019, la evolución durante el gobierno de Viktor Orbán ha hecho merecedor al sistema político húngaro de su calificación como ejemplo de «autocracia competitiva» por parte de Lucan Ahmad Way y Steven Levitsky, desarrolladores del concepto de régimen autoritario competitivo.
El órgano supremo del poder es el parlamento, o en húngaro Országgyűlés. De acuerdo con la constitución, cada cuatro años tienen lugar elecciones al parlamento para elegir los 199 diputados según un sistema mixto; 106 escaños son elegidos en distritos electorales individuales y 93 según los votos conseguidos por las listas elaboradas por los partidos.
El presidente de la República es elegido cada cinco años por el parlamento. Su papel es más bien representativo. El primer presidente tras la llegada de la democracia fue el escritor y traductor Árpád Göncz, que estuvo en el cargo entre el 2 de mayo de 1990 y el 4 de agosto de 2000. Desde el 5 de marzo de 2024 el presidente es Tamás Sulyok. El primer ministro es Viktor Orbán desde el 29 de mayo de 2010.
| Grupos parlamentarios en el Parlamento de Hungría desde 2022 |                  | |                       |         |
|                                                              | Coalición        | Partido/s | Líder                 | Escaños |
|                                                              | Fidesz           | Fidesz-Unión Cívica Húngara Fidesz - Magyar Polgári Szövetség Partido Popular Demócrata Cristiano Kereszténydemokrata Néppárt, KDNP | Viktor Orban          | 135     |
|                                                              | Unidos Egységben | Coalición Democrática Demokratikus Koalíció, DK Movimiento Momentum Momentum Mozgalom (Momentum) Partido Socialista Húngaro Magyar Szocialista Párt, MSZP Movimiento por una Hungría Mejor Jobbik Magyarországért Mozgalom (Jobbik) Diálogo para Hungría Párbeszéd Magyarországért, PM La Política Puede Ser Diferente Lehet Más a Politika, LMP | Péter Márki-Zay       | 57      |
|                                                              | -                | Movimiento Nuestra Patria Mi Hazánk Mozgalom (MHM) | László Toroczkai      | 6       |
|                                                              | -                | Autogobierno Nacional de los Alemanes en Hungría Magyarországi Németek Országos Önkormányzata, MNOÖ | Ibolya Hock-Englender | 1       |

### Derechos humanos
En materia de derechos humanos, respecto a la pertenencia a los siete organismos de la Carta Internacional de Derechos Humanos, que incluyen al Comité de Derechos Humanos (HRC), Hungría ha firmado o ratificado:
| Hungría | Tratados internacionales | Tratados internacionales | Tratados internacionales | Tratados internacionales | Tratados internacionales | Tratados internacionales | Tratados internacionales | Tratados internacionales | Tratados internacionales | Tratados internacionales | Tratados internacionales | Tratados internacionales | Tratados internacionales  | Tratados internacionales  | Tratados internacionales | Tratados internacionales  | Tratados internacionales | Tratados internacionales |
| --- | ------------------------ | ------------------------ | ------------------------ | --- | --- | ------------------------ | ------------------------ | ------------------------ | --- | ------------------------ | ------------------------ | ------------------------ | ------------------------- | ------------------------- | ------------------------ | ------------------------- | ------------------------ | ------------------------ |
| Hungría | CESCR                    | CESCR                    | CCPR                     | CCPR | CCPR | CERD                     | CED                      | CEDAW                    | CEDAW | CAT                      | CAT                      | CRC                      | CRC                       | CRC                       | CRC                      | MWC                       | CRPD                     | CRPD                     |
| Hungría | CESCR                    | CESCR-OP                 | CCPR                     | CCPR-OP1 | CCPR-OP2-DP | CERD                     | CED                      | CEDAW                    | CEDAW-OP | CAT                      | CAT-OP                   | CRC                      | CRC-OP-AC                 | CRC-OP-SC                 | CRC-OP-CP                | MWC                       | CRPD                     | CRPD-OP                  |
| Pertenencia | Firmado y ratificado.    | Sin información.         | Firmado y ratificado.    | Hungría ha reconocido la competencia de recibir y procesar comunicaciones individuales por parte de los órganos competentes. | Hungría ha reconocido la competencia de recibir y procesar comunicaciones individuales por parte de los órganos competentes. | Firmado y ratificado.    | Sin información.         | Firmado y ratificado.    | Hungría ha reconocido la competencia de recibir y procesar comunicaciones individuales por parte de los órganos competentes. | Firmado y ratificado.    | Sin información.         | Firmado y ratificado.    | Ni firmado ni ratificado. | Ni firmado ni ratificado. | Sin información.         | Ni firmado ni ratificado. | Firmado y ratificado.    | Firmado y ratificado.    |
| Firmado y ratificado, firmado, pero no ratificado, ni firmado ni ratificado, sin información, ha accedido a firmar y ratificar el órgano en cuestión, pero también reconoce la competencia de recibir y procesar comunicaciones individuales por parte de los órganos competentes. |                          |                          |                          | | |                          |                          |                          | |                          |                          |                          |                           |                           |                          |                           |                          |                          |

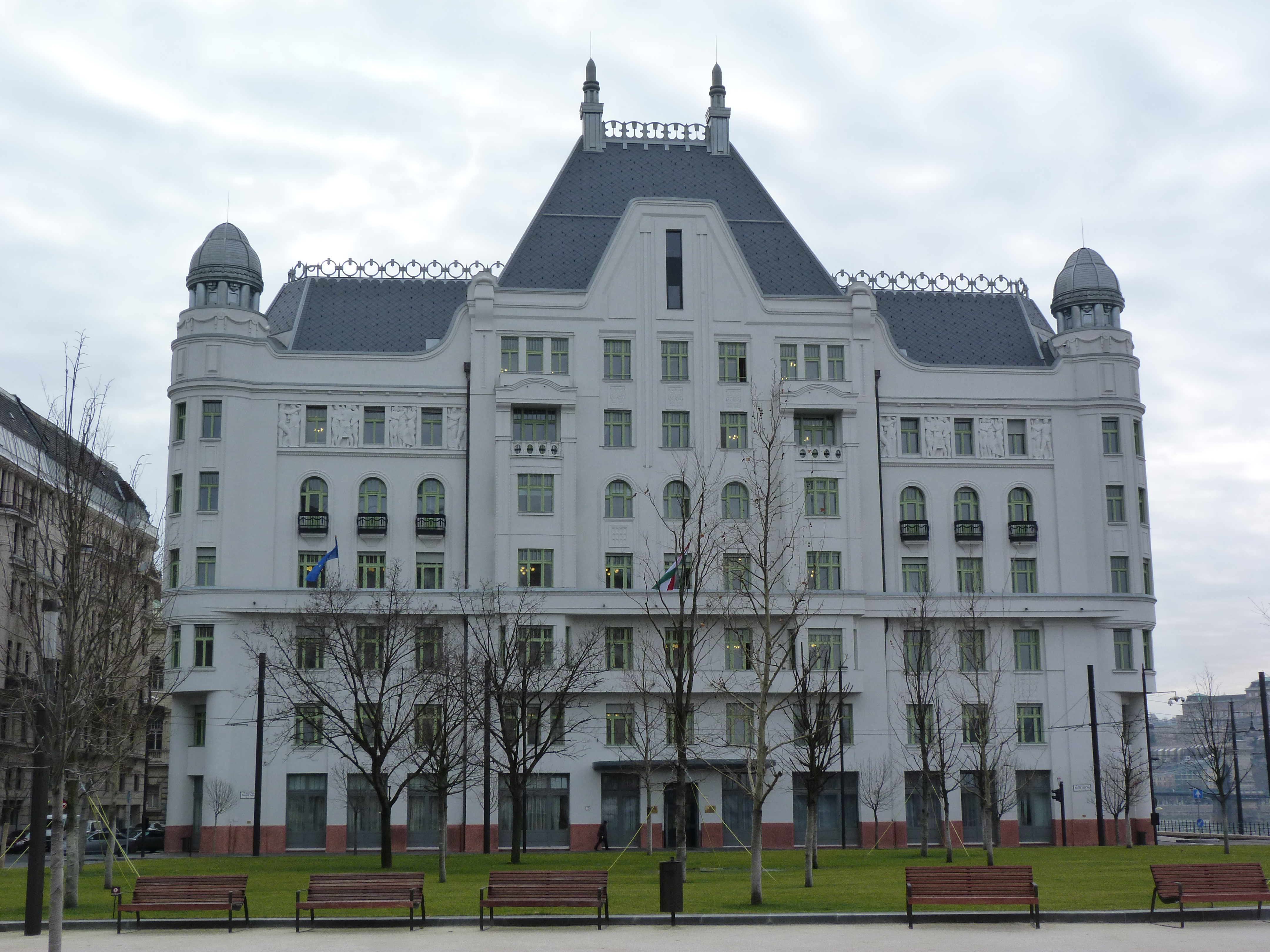
Sede del primer ministro de Hungría

El Comité para la Eliminación de la Discriminación contra la Mujer ha tomado decisión en dos denuncias que involucran a Hungría:
- En 2005, en el caso de A.T. vs. Hungría,[41] el Comité decidió que Hungría había violado varios artículos de la Convención al no dar adecuada protección a las mujeres frente a la violencia doméstica. Recomendó que la denunciante sea inmediatamente protegida de su excompañero abusador y que Hungría mejore su manejo de los casos de violencia doméstica y adopte inmediatamente la recomendación previa del Comité sobre una ley que permita los mandatos de protección y exclusión.[41] Las recomendaciones fueron implementadas para la época del sexto informe periódico de Hungría, realizado por el Comité en 2006.[42]
- En 2006, en el caso de A.S. vs. Hungría,[43] el Comité determinó que la esterilización forzosa de mujeres gitanas en Hungría violaba la Convención. Recomendó indemnizar a la denunciante por la violación de sus derechos, una completa revisión de la legislación en torno al consentimiento informado en casos de esterilización para asegurar que cumpliera con los estándares internacionales de derechos humanos y una supervisión regular de las instalaciones médicas húngaras para asegurar que todos los cambios fueran puestos en práctica.[43]

### Política exterior
La política exterior de Hungría se basa en cuatro compromisos básicos: con la cooperación atlántica, con la integración europea, con el desarrollo internacional y con el derecho internacional. La economía húngara es bastante abierta y depende en gran medida del comercio internacional.

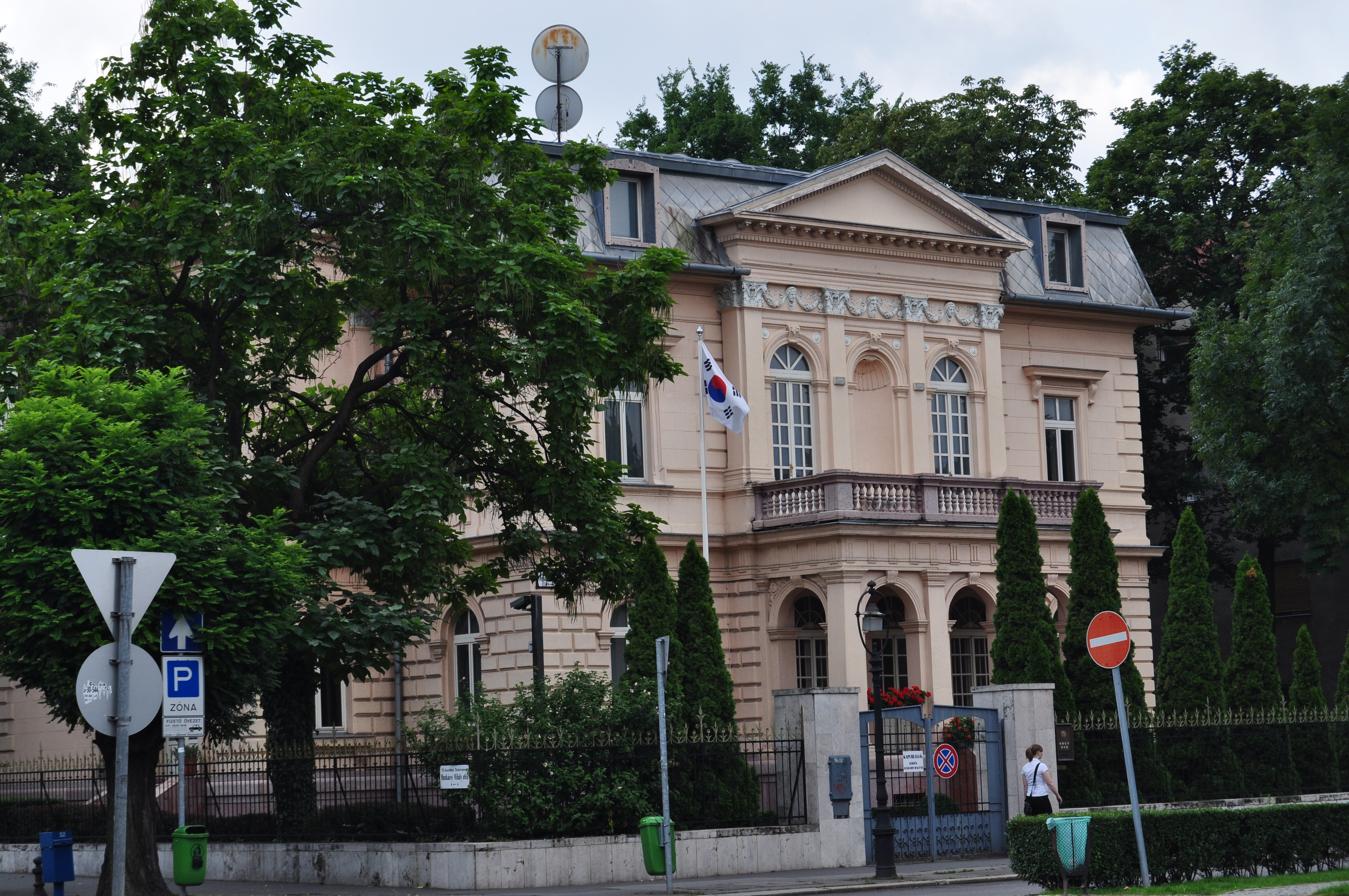
Embajada de Corea del Sur en Hungría

Hungría es miembro de las Naciones Unidas desde diciembre de 1955 y de la Unión Europea, la OTAN, la OCDE, el Grupo de Visegrád, la OMC, el Banco Mundial, el BAII y el FMI. Hungría ha asumido dos veces la presidencia rotatoria del Consejo de la Unión Europea: durante el primer semestre de 2011 y el segundo de 2024. En 2015, Hungría fue el quinto mayor donante de ayuda al desarrollo de la OCDE, que representa el 0,13 % de su renta nacional bruta.
La capital de Hungría, Budapest, alberga más de 100 embajadas y órganos de representación como actor político internacional. Hungría también acoge las sedes principales y regionales de muchas organizaciones internacionales, como el Instituto Europeo de Innovación y Tecnología, la Escuela Europea de Policía, el Alto Comisionado de las Naciones Unidas para los Refugiados (ACNUR), la Organización de las Naciones Unidas para la Agricultura y la Alimentación (FAO), el Centro Internacional para la Transición Democrática, el Instituto de Educación Internacional, la Organización Internacional del Trabajo (OIT), la Organización Internacional para las Migraciones, la Cruz Roja Internacional, el Centro Regional de Medio Ambiente para Europa Central y Oriental y la Comisión del Danubio, entre otros.
Desde 1989, el principal objetivo de la política exterior húngara ha sido lograr la integración en las organizaciones económicas y de seguridad occidentales. Hungría se unió al programa de Asociación para la Paz en 1994 y ha apoyado activamente las misiones IFOR y SFOR en Bosnia. Desde 1989, Hungría también ha mejorado sus relaciones de vecindad, a menudo frías, mediante la firma de tratados básicos con Rumanía, Eslovaquia y Ucrania. En ellos se renuncia a todas las reivindicaciones territoriales pendientes y se sientan las bases de unas relaciones constructivas. Sin embargo, la cuestión de los derechos de la minoría étnica húngara en Rumanía, Eslovaquia y Serbia provoca periódicamente tensiones bilaterales. Desde 2017, las relaciones con Ucrania se han deteriorado rápidamente por la cuestión de la minoría húngara en Ucrania. Desde 1989, Hungría ha firmado todos los documentos de la OSCE, y ha sido presidente en ejercicio de la OSCE en 1997. Históricamente, Hungría ha mantenido relaciones particularmente amistosas con Polonia; esta relación especial fue reconocida por los parlamentos de ambos países en 2007 con la declaración conjunta del 23 de marzo como "Día de la Amistad Polaco-Húngara".

### Defensa

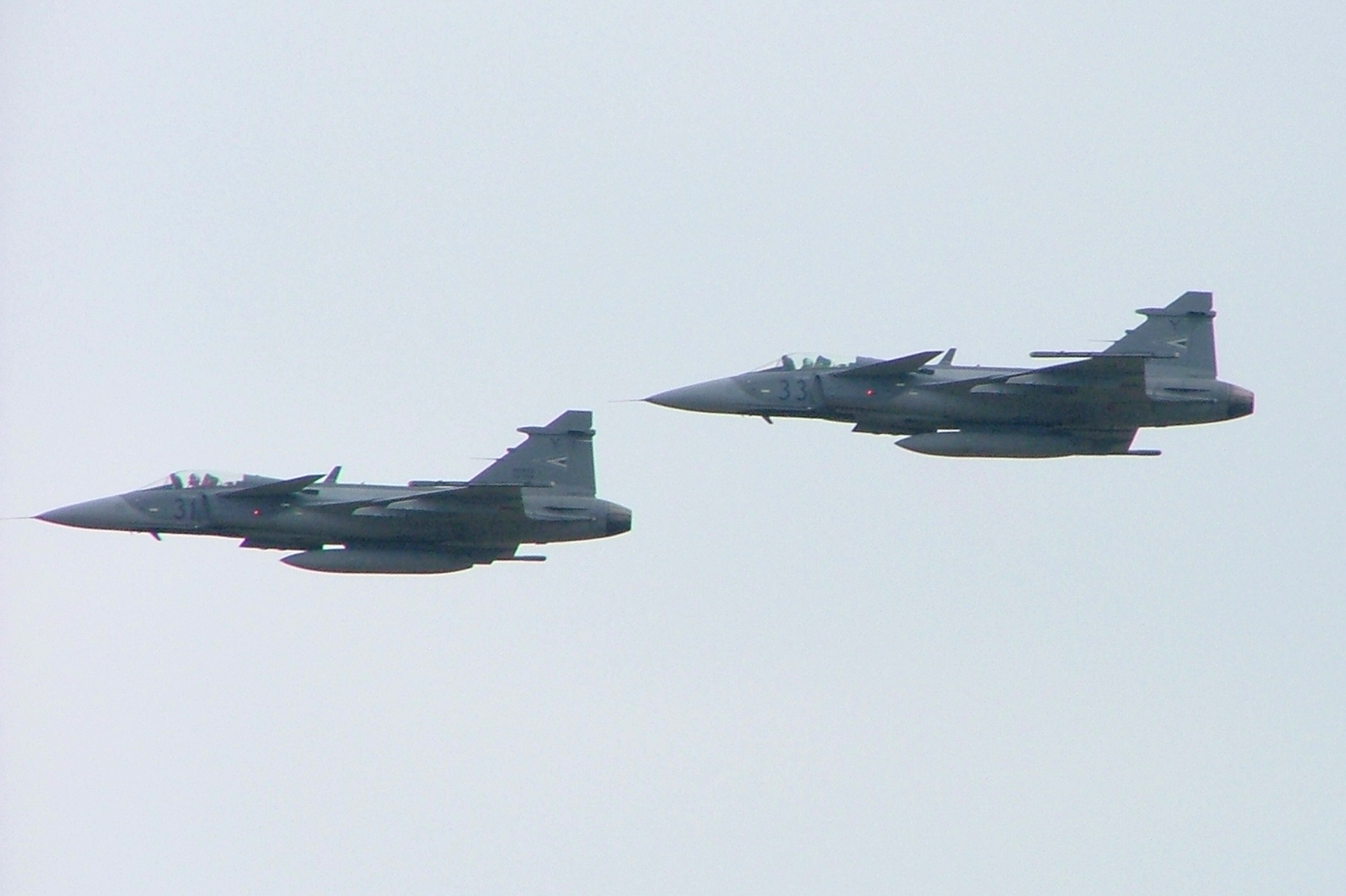
Un par de JAS 39 Gripens húngaros en Kecskemét en el Centro de Hungría

El Presidente ostenta el título de comandante en jefe de las fuerzas armadas de la nación. El Ministerio de Defensa, junto con el jefe de Estado Mayor, administra las fuerzas armadas, incluidas la Fuerza Terrestre y la Fuerza Aérea húngaras. Desde 2007, las Fuerzas Armadas húngaras están bajo una estructura de mando unificada. El Ministerio de Defensa mantiene el control político y civil sobre el ejército. Un Mando de Fuerzas Conjuntas subordinado coordina y manda las FDH. En 2016, las fuerzas armadas contaban con 31.080 efectivos en servicio activo, la reserva operativa elevaba el número total de efectivos a cincuenta mil. En 2016, estaba previsto que el gasto militar del año siguiente fuera de 1210 millones de dólares, alrededor del 0,94 % del PIB del país, muy por debajo del objetivo de la OTAN del 2 %. En 2012, el gobierno adoptó una resolución en la que se comprometía a aumentar el gasto en defensa hasta el 1,4 % del PIB en 2022.
El servicio militar es voluntario, aunque el reclutamiento puede producirse en tiempos de guerra. En un importante movimiento de modernización, Hungría decidió en 2001 comprar 14 aviones de combate JAS 39 Gripen por unos 800 millones de euros. El Centro Nacional de Ciberseguridad de Hungría se reorganizó en 2016 para ser más eficiente a través de la ciberseguridad.
En 2016, el ejército húngaro tenía alrededor de 700 tropas estacionadas en países extranjeros como parte de las fuerzas internacionales de mantenimiento de la paz, incluyendo 100 tropas de la HDF en la fuerza ISAF dirigida por la OTAN en Afganistán, 210 soldados húngaros en Kosovo bajo el mando de la KFOR, y 160 tropas en Bosnia y Herzegovina. Hungría envió una unidad logística de 300 soldados a Irak para ayudar a la ocupación estadounidense con convoyes de transporte armados, aunque gran parte de la opinión pública se opuso a la participación del país en la guerra.

### Derecho y sistema judicial
El sistema judicial de Hungría es un sistema de derecho civil dividido entre tribunales con jurisdicción civil y penal ordinaria y tribunales administrativos con jurisdicción sobre los litigios entre los particulares y la administración pública. El derecho húngaro está codificado y se basa en el derecho alemán y, en un sentido más amplio, en el derecho civil o derecho romano. El sistema judicial para la jurisdicción civil y penal está formado por tribunales locales (járásbíróság), tribunales regionales de apelación (ítélőtábla) y el tribunal supremo (Kúria). Los tribunales superiores de Hungría se encuentran en Budapest.

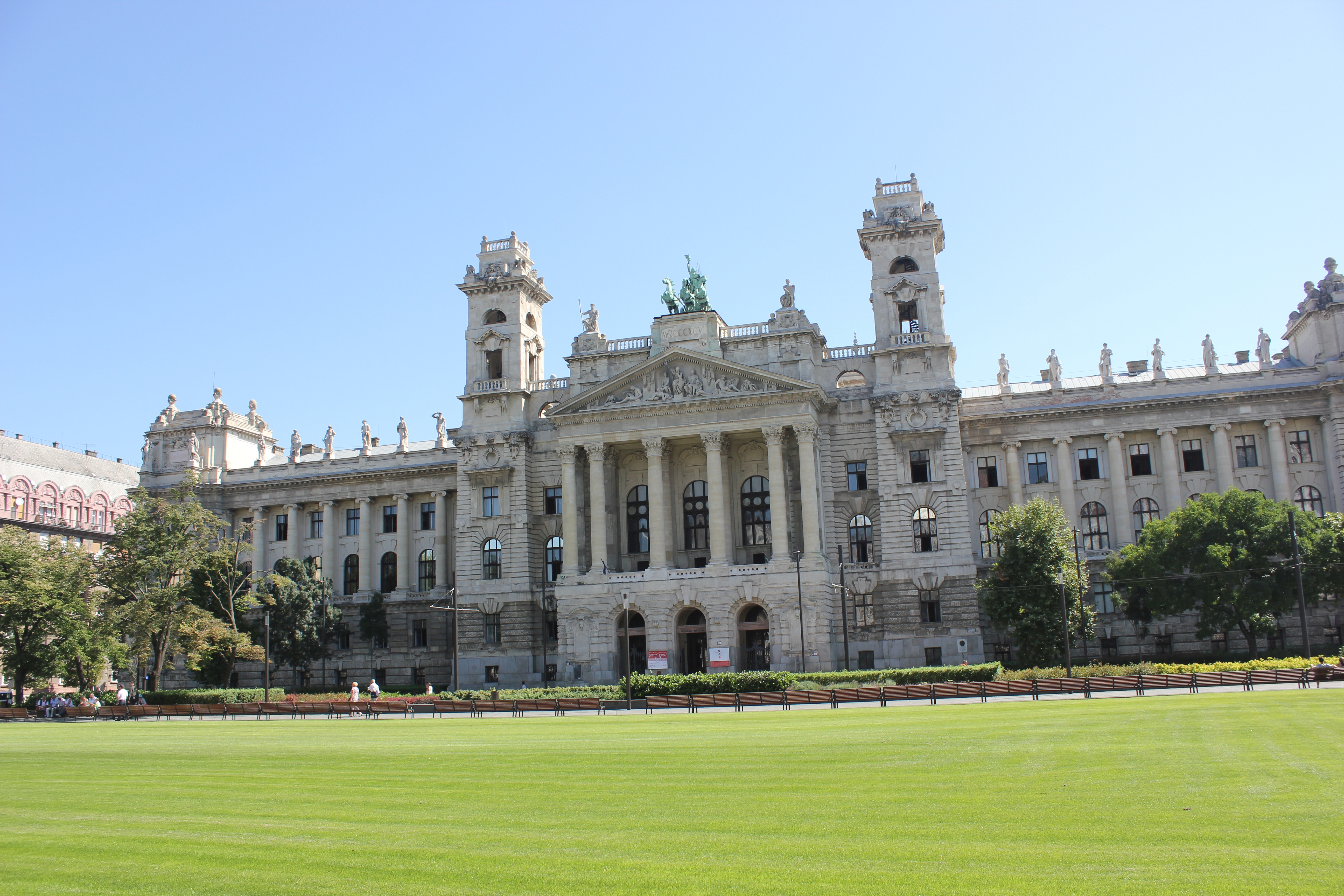
Palacio de Justicia de Budapest, un museo hasta 2017

La aplicación de la ley en Hungría se divide entre la policía y la Administración Nacional de Impuestos y Aduanas. La Policía húngara es el principal y mayor organismo estatal encargado de hacer cumplir la ley en Hungría. Lleva a cabo casi todas las tareas policiales generales, como la investigación criminal, la actividad de patrulla, la vigilancia del tráfico y el control de las fronteras. Está dirigida por el Comisario de la Policía Nacional bajo el control del Ministro del Interior.
El cuerpo está dividido en departamentos de policía de condado, que a su vez se dividen en departamentos de policía regional y de ciudad. La Policía Nacional también tiene organismos subordinados con jurisdicción en todo el país, como la Oficina Nacional de Investigación (Nemzeti Nyomozó Iroda), un cuerpo de policía civil especializado en la investigación de delitos graves, y la Policía de Reserva (Készenléti Rendőrség), similar a una gendarmería y militarizada, que se ocupa principalmente de los disturbios y a menudo refuerza las fuerzas policiales locales. Debido a la adhesión de Hungría al Tratado de Schengen, la Policía y la Guardia de Fronteras se fusionaron en un único cuerpo nacional, y la Guardia de Fronteras (Határőrség Magyarországon) se convirtió en Policía. Esta fusión tuvo lugar en enero de 2008. La Autoridad de Aduanas e Impuestos Especiales siguió dependiendo del Ministerio de Hacienda en el marco de la Administración Nacional de Impuestos y Aduanas.

## Organización territorial

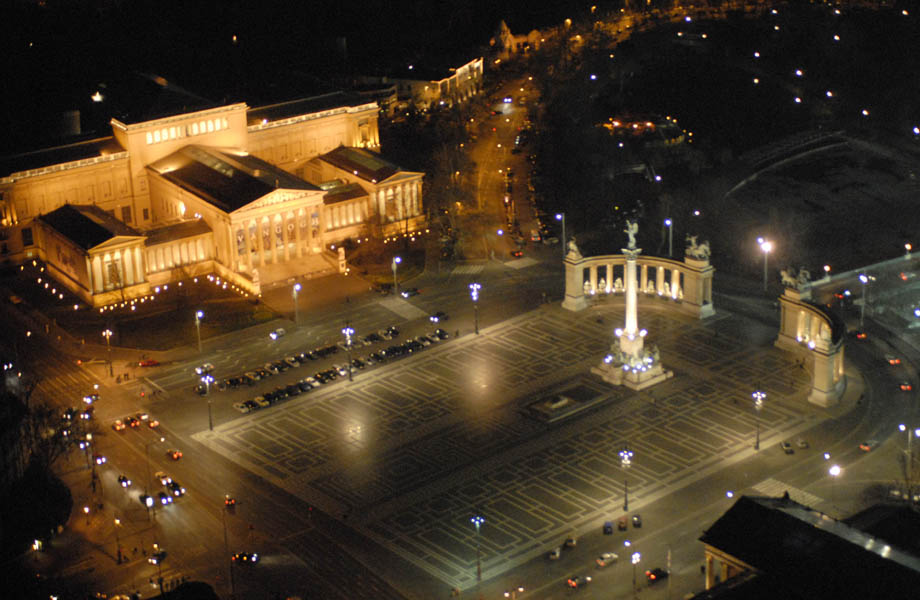
Budapest
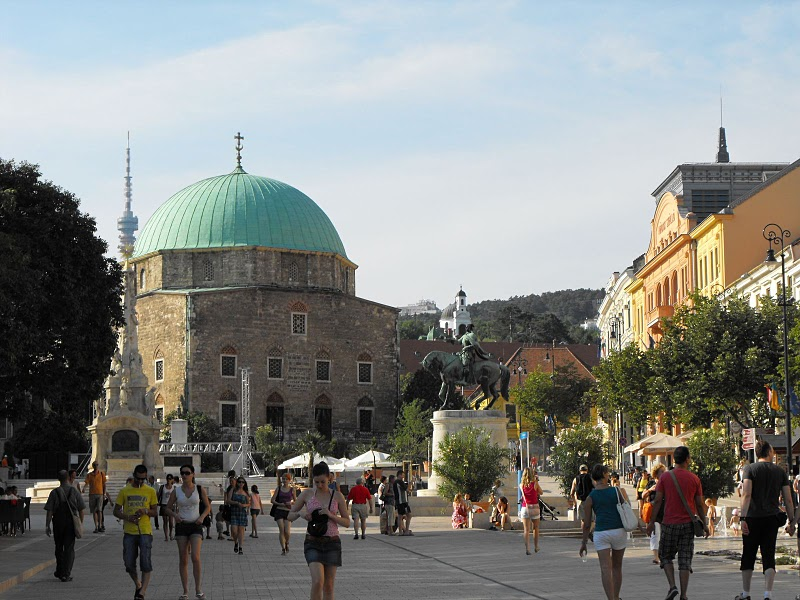
Pécs
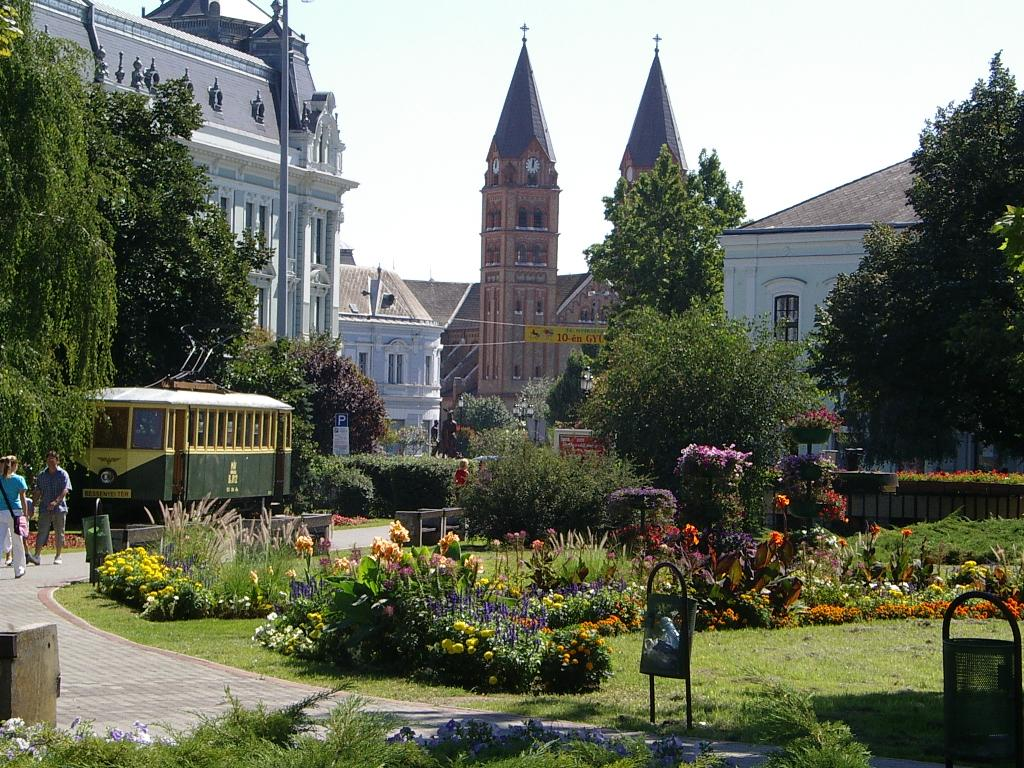
Nyíregyháza
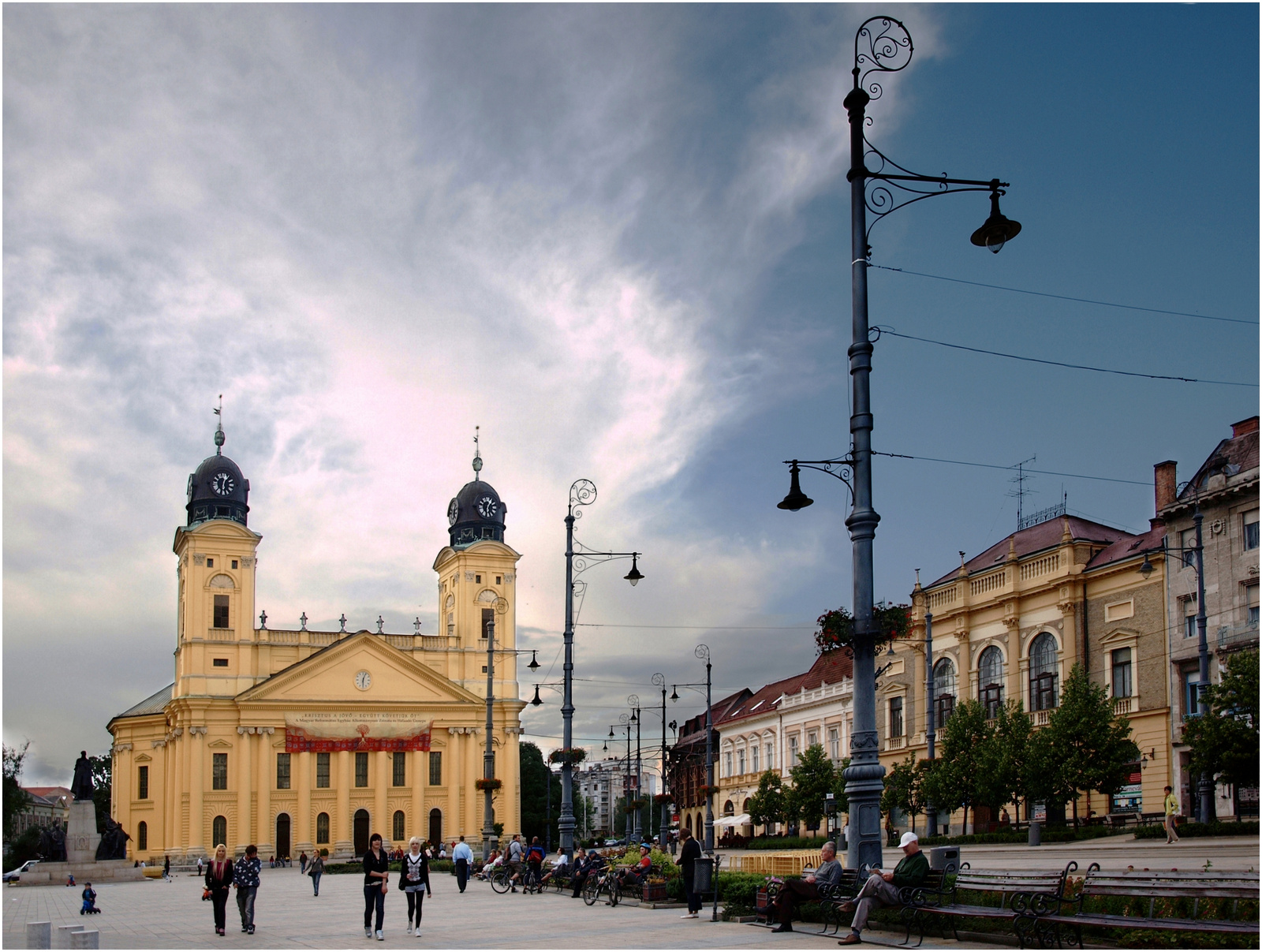
Debrecen
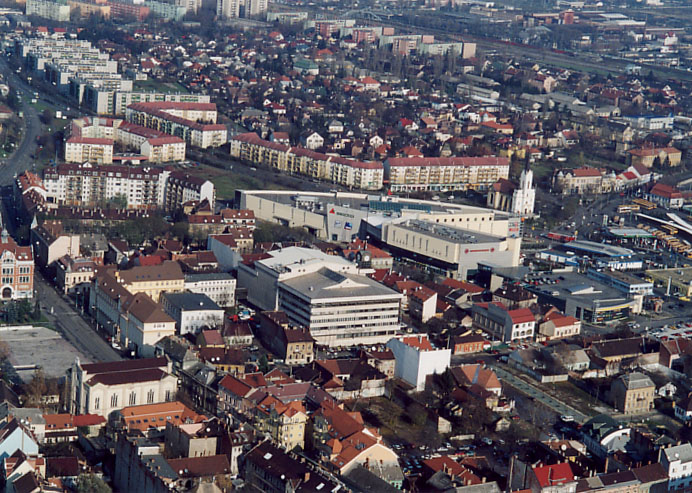
Miskolc

### Condados de Hungría
| Nombre del condado     | Sede de condado | Superficie (km²) | Población | Densidad de población | Pueblos/villas |
| ---------------------- | --------------- | ---------------- | --------- | --------------------- | -------------- |
|                        |                 |                  |           |                       |                |
| Bács-Kiskun            | Kecskemét       | 8445             | 541 584   | 64                    | 119            |
| Baranya                | Pécs            | 4430             | 402 260   | 91                    | 301            |
| Békés                  | Békéscsaba      | 5631             | 392 845   | 70                    | 75             |
| Borsod-Abaúj-Zemplén   | Miskolc         | 7247             | 739 143   | 102                   | 355            |
| Csongrád-Csanád        | Szeged          | 4263             | 425 785   | 100                   | 60             |
| Fejér                  | Székesfehérvár  | 4359             | 428 579   | 98                    | 108            |
| Győr-Moson-Sopron      | Győr            | 4208             | 440 138   | 105                   | 182            |
| Hajdú-Bihar            | Debrecen        | 6211             | 550 265   | 89                    | 82             |
| Heves                  | Eger            | 3637             | 323 769   | 89                    | 119            |
| Jász-Nagykun-Szolnok   | Szolnok         | 5582             | 413 174   | 74                    | 75             |
| Komárom-Esztergom      | Tatabánya       | 2265             | 315 886   | 139                   | 76             |
| Nógrád                 | Salgótarján     | 2546             | 218       | 86                    | 129            |
| Pest                   | Budapest        | 6393             | 1 124 395 | 176                   | 186            |
| Somogy                 | Kaposvár        | 6036             | 334 065   | 55                    | 244            |
| Szabolcs-Szatmár-Bereg | Nyíregyháza     | 5936             | 583 564   | 98                    | 228            |
| Tolna                  | Szekszárd       | 3703             | 247 287   | 67                    | 108            |
| Vas                    | Szombathely     | 3336             | 266 342   | 80                    | 216            |
| Veszprém               | Veszprém        | 4493             | 368 519   | 82                    | 217            |
| Zala                   | Zalaegerszeg    | 3,784            | 269,705   | 78                    | 257            |

## Geografía

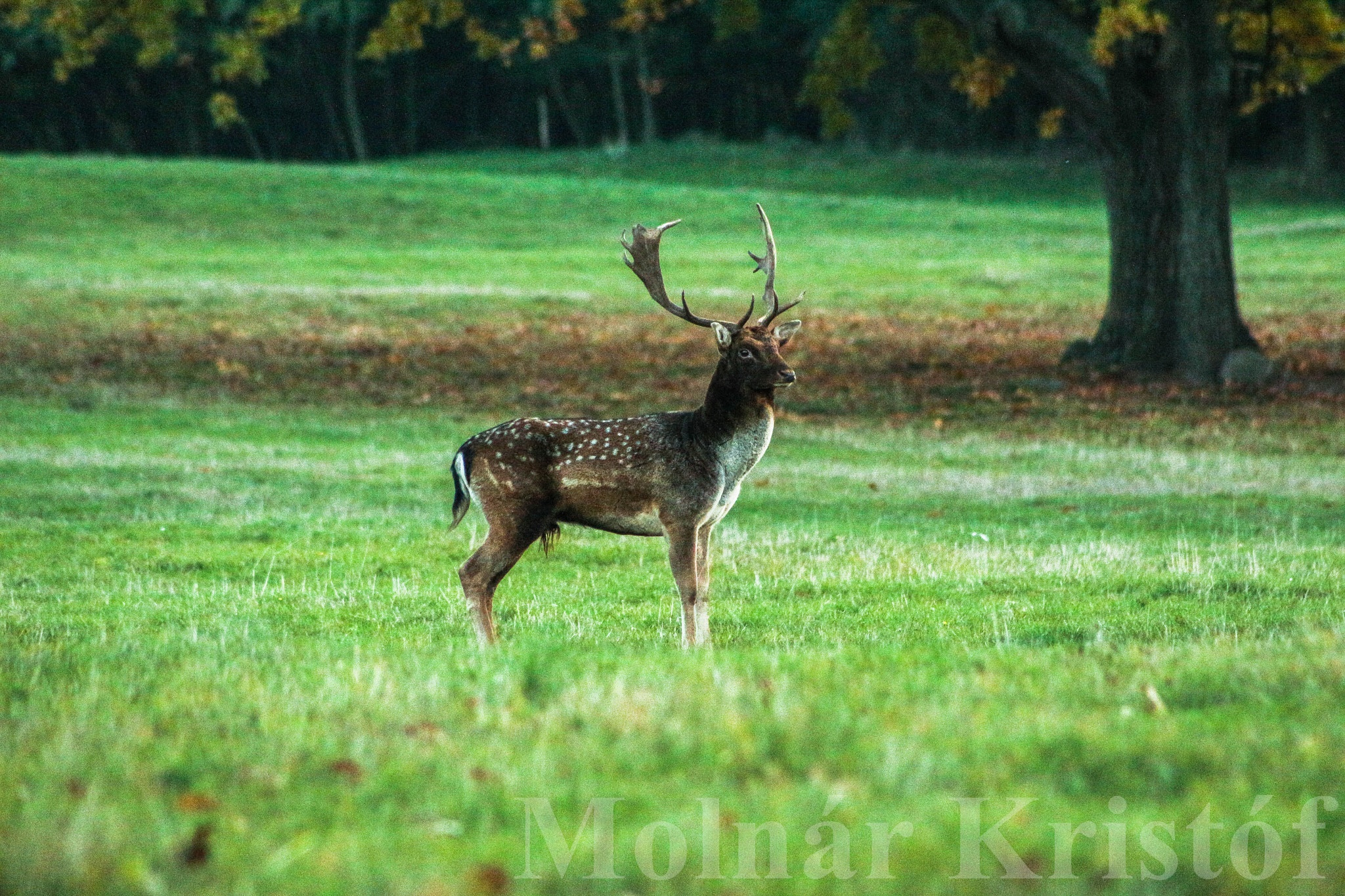
Ciervo en el Bosque cerca de Palast

Hungría consta de 19 condados y la capital, Budapest. Al oeste, en la frontera con Austria, se encuentran los condados de Győr-Moson-Sopron y Vas. Esta región occidental del país se caracteriza especialmente por sus colinas prealpinas. Un poco más al este, cerca del lago Balaton, están Veszprém, Somogy y Fejér, y más al norte, Komárom-Esztergom. Esta zona es especialmente conocida por los montes Bakony. Más al este se encuentra la capital Budapest, con el condado circundante de Pest, y más al sur Bács-Kiskun. Esta zona está dominada por los montes Pilis y el Danubio.
Aún más al este están los condados de Heves, Jász-Nagykun-Szolnok y Csongrád-Csanád. Esta zona es el espacio entre el Danubio y el Tisza. En el sur de la región hay pequeñas estepas. En el norte se encuentran los montes Mátra con la montaña más alta de Hungría, el Kékes. En el extremo oriental del país se encuentran los condados de Borsod-Abaúj-Zemplén, Szabolcs-Szatmár-Bereg, Hajdú-Bihar y Békés. Esta zona está dominada por la puszta en el sur y los montes Bükk en Borsod-Abaúj-Zemplén.

La frontera exterior con los siete estados vecinos tiene una longitud de 2246 kilómetros, de los cuales 356 son con Austria, 679 con Eslovaquia, 137 con Ucrania, 453 con Rumanía, 164 con Serbia, 355 con Croacia y 102 con Eslovenia.
| Noroeste: Austria | Norte: Eslovaquia | Nordeste: Ucrania |
| Oeste: Eslovenia  |                   | Este: Rumania     |
| Suroeste: Croacia | Sur: Serbia       | Sureste: Rumania  |

### Llanuras
El Danubio divide a Hungría en el Transdanubio Occidental con la Pequeña Llanura Húngara (Kisalföld) y la Gran Llanura Húngara (Alföld) en la parte central y oriental del país, por la que fluye el río Tisza. La fértil Pequeña Llanura Húngara, en el noroeste de Hungría, está formada principalmente por la cuenca de Győr (Raba). El variado paisaje está determinado por un terreno ligeramente ondulado, pequeñas colinas y placas disecadas. Gracias al clima suave, se puede practicar la agricultura intensiva en los fértiles suelos de loess.

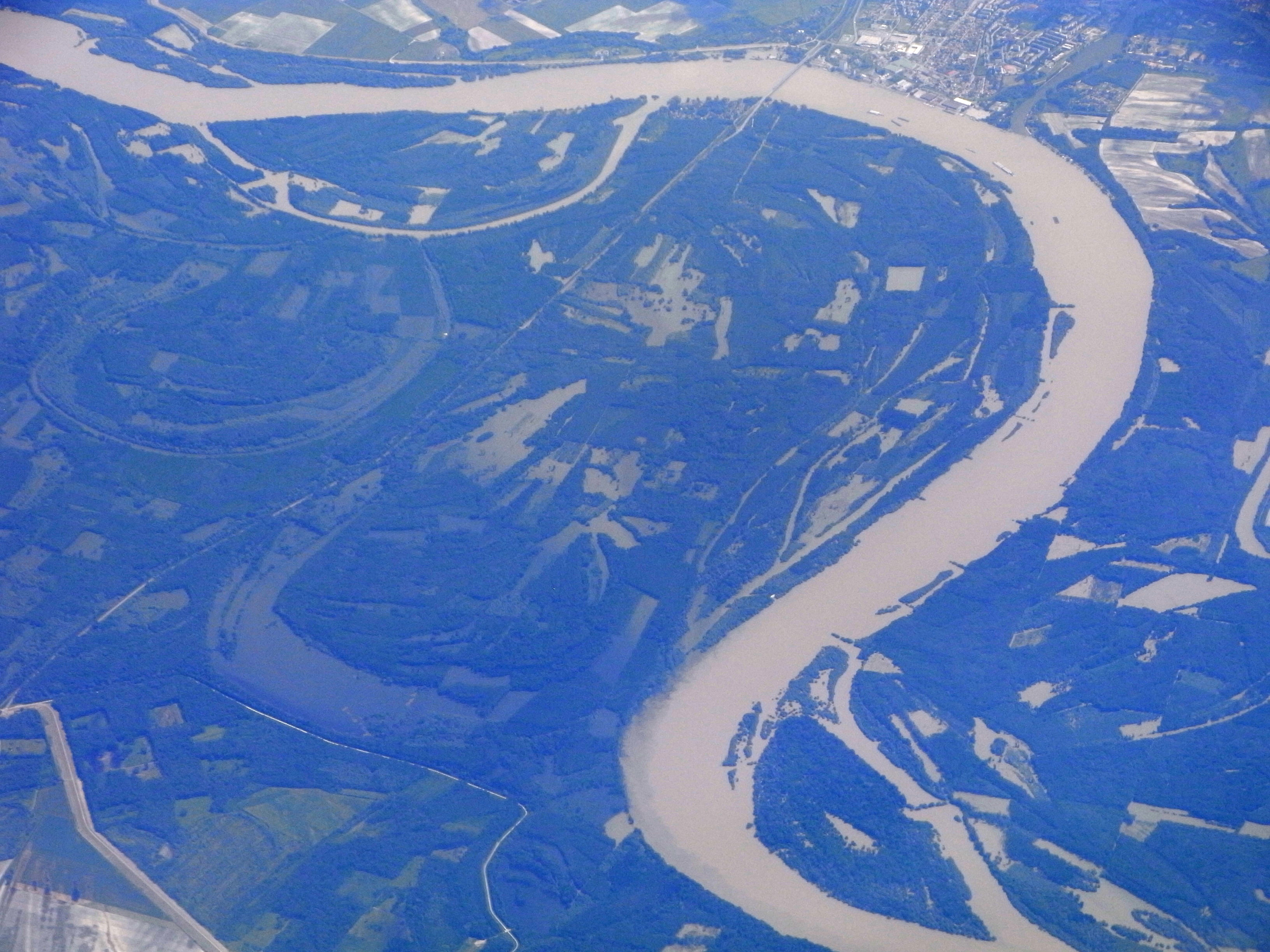
Gran Llanura Húngara

La Gran Llanura Húngara cubre casi la mitad de todo el territorio de Hungría. Es una zona plana y espaciosa y está cubierta de gravas y arenas depositadas en tiempos prehistóricos. Está intercalado con paisajes de llanura aluvial a lo largo del río Tisza y entremezclado con islas individuales de bosque. El drenaje de las llanuras de inundación y la tala de los bosques han provocado la salinización del suelo. Esto dio lugar a la típica puszta con pozos de extracción, caseríos individuales y agricultura extensiva de pastoreo. Gracias a las elaboradas medidas de riego, se crearon suelos fértiles que permiten el cultivo de tabaco, maíz y girasoles. El Parque Nacional del Hortobágy se creó para proteger el paisaje original de la puszta.

### Montañas
Las cordilleras bajas húngaras se extienden desde los montes Zemplén, en el noreste, hasta el bosque de Bakony, en el oeste. Casi todas las cadenas montañosas bajas de Hungría albergan densos bosques caducifolios a gran altura. Las laderas y las cuencas están cubiertas de suelos fértiles que hacen posible la agricultura, la fruticultura y la viticultura. Las fuentes termales, que aparecen en los bordes de las cordilleras bajas, son la prueba de un pasado volcanismo muy vivo. Esto también lo confirman las rocas volcánicas del bosque de Bakony y las montañas de Mátra, en el norte. Aparte de estas excepciones, las demás cordilleras bajas de Hungría están formadas por dolomita y caliza. Los boscosos montes Mecsek, al suroeste del norte de Pécs, se elevan como una isla hasta los 682 m. En los montes Mátra se encuentra la mayor elevación de Hungría, Kékes, con 1014 m.

#### Elevaciones

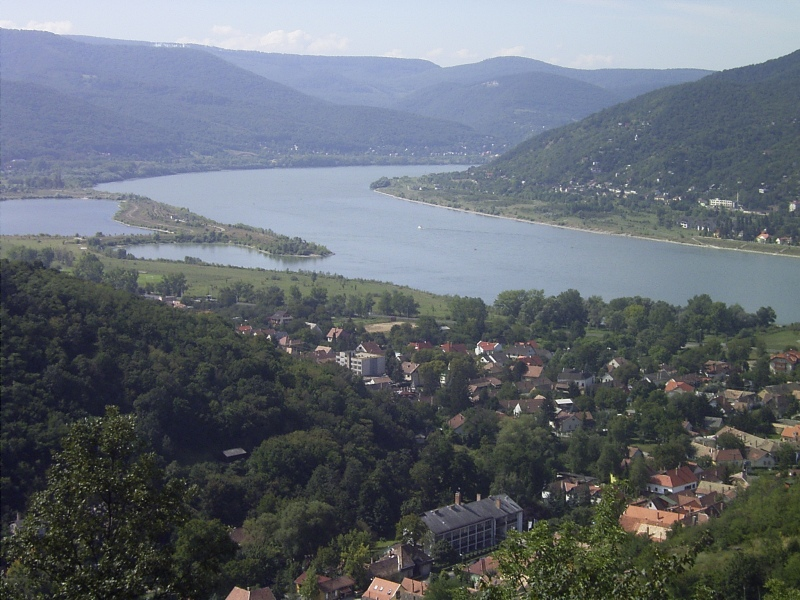
Río Danubio

- La mayor altitud: Kékes en las montañas de Mátra, en el condado de Heves, hasta 1014 m.
- La parte más baja del país: en el río Tisza, en el condado de Csongrád-Csanád, 78 m.
- Aproximadamente la mitad del país está a menos de 130 m (Gran Llanura Húngara).[53]

### Hidrografía
El río más largo de Hungría es el Tisza (597 km), que entra en el país por el noreste desde Ucrania y luego fluye hacia el este en paralelo al Danubio hacia el sur, uniéndose finalmente al Danubio en Serbia. Las principales ciudades a lo largo de su recorrido son Tokaj, Tiszaújváros, Szolnok, Csongrád y Szeged. El segundo río principal de Hungría es el Danubio (Duna), con una longitud de 417 kilómetros, cuya cuenca hidrográfica incluye todo el territorio de Hungría. A lo largo de su recorrido se encuentran las importantes ciudades de Komárom, Esztergom, la capital Budapest, Dunaújváros, Baja y Mohács, entre otras.
El Danubio llega a Hungría por el noroeste y fluye inicialmente hacia el este como río fronterizo con Eslovaquia. Tras la curva del Danubio (Dunakanyar), un giro de 90° del río en Visegrád, fluye de norte a sur y sale de Hungría hacia los Balcanes, donde el río hace primero de frontera entre Croacia y Serbia antes de continuar por Serbia hacia Rumanía.
Otros ríos importantes en Hungría son el Körös, el Raba, el Zagyva, el Drava (forma la frontera con Croacia durante largos tramos), el Sajó, el Ipoly, el Zala, el Szamos, el Maros y el Bodrog. Casi todos los ríos mencionados nacen fuera de Hungría: el Danubio en la Selva Negra (sur de Alemania), el Tisza en Ucrania, el Drava en el sur del Tirol, el Hernád y el Sajó en Eslovaquia, el Körös en Transilvania (oeste de Rumanía), el Mur y el Raba en Austria. Solo las fuentes del Zagyva y del Zala están en Hungría, aunque en las inmediaciones de la frontera.
El mayor lago de Hungría es el lago Balaton, situado en las colinas del oeste del país. También es el mayor lago de Europa Central. Además de la capital, Budapest, el lago Balaton es la zona turística más importante de Hungría, sobre todo por sus playas y aguas termales. Cerca de allí se encuentra el lago de Velence (Velencei-tó), también un popular lago de baño con un importante santuario de aves, pero que se ve muy eclipsado por su "hermano mayor", el lago Balaton, en términos de turismo.
Al oeste del lago Balaton se encuentra Hévíz, el mayor lago termal de Europa con una superficie de más de cuatro hectáreas. El lago Neusiedl (Fertő-tó) pertenece en un 75 % a Austria, solo la parte más meridional a Hungría. El Parque Nacional de Fertő-Hanság abarca la parte húngara del lago, así como las marismas del sur y el Hanság, y fue designado Patrimonio de la Humanidad por la UNESCO en 2001 junto con el Parque Nacional del Lago Neusiedl-Seewinkel de Austria. El mayor lago artificial de Hungría es el lago Tisza (Tisza-tó), situado en las tierras bajas del este del país.

### Naturaleza

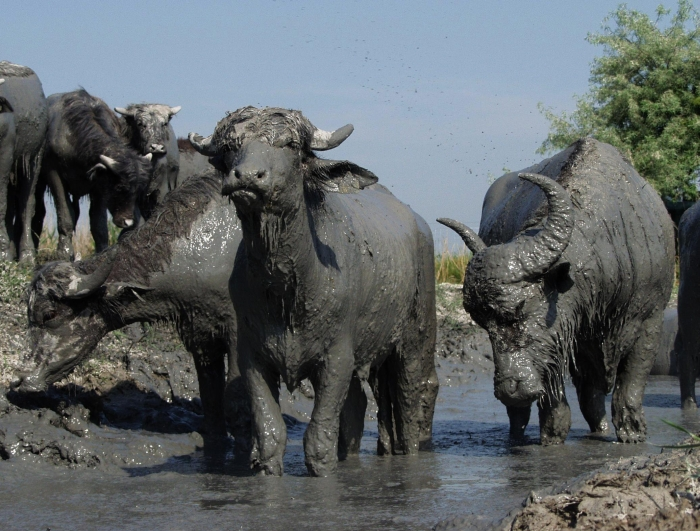
Búfalos en el Parque nacional Fertö-Hanság

El 20 % del país está cubierto de bosques. Hungría es uno de los países más ricos de Europa en cuanto a fauna. Para proteger la flora y la fauna en su estado original, se han establecido en el país 10 parques nacionales, 38 distritos de protección del paisaje, 142 reservas naturales nacionales, un monumento natural (las secciones básicas de Aggtelek-Rudabánya-Szendrő) y 1125 áreas naturales protegidas por los municipios, que abarcan un total de 816.008 hectáreas.
Entre los bienes naturales protegidos del país se encuentran numerosos parques, bosques, montañas, lagos, tramos de ríos, humedales y cuevas. Los más importantes se enumeran por regiones: En Budapest, el Városliget, la Isla Margarita, la Colina Gellért, la Colina del Águila y el sistema de cuevas de Pálvölgy; En la región del Transdanubio, los sitios del Patrimonio Mundial del lago Fertő, el lago termal de Hévíz, la cueva del lago Tapolca, el lago Öreg en Tata, el lago Velence y su zona de excursiones, los lagos interiores y el sendero geológico de Tihany, la cueva de Abaligeti, la reserva natural de Szársomlyó, la cantera de Villány, la cantera de Fertőrákos, el Recodo del Danubio y los extensos bosques de la región, el Pilis, las Montañas Centrales del Transdanubio (Bakony, Vértes, Visegrádi), Gemenc, Gyulaj, el Alpokalja y Mecsek; En el norte de Hungría, los bosques y parajes naturales de las Montañas Centrales del Norte, el Börzsöny, el Mátra, el Bükk (Lillafüred, cuevas), el Parque Nacional de Aggtelek; en la Gran Llanura, el Hortobágy, Patrimonio de la Humanidad, el Bugac, el Mártély con los remansos del Tisza y el Kunhalmok.
Muchas localidades cuentan con arboretos con flora local, siendo los más conocidos los de Vácrátó, Zirc, Badacsonytomaj, Kam, Kőszeg, Vép, Szeleste y Sarva. Entre los lugares especiales de exhibición de animales se encuentran el Parque de la Fauna de Sostó, en Nyíregyháza, la granja tradicional de animales de Kardoskút, las granjas estatales de cría de caballos de Mezőhegyes y Bábolna, la reserva de avutardas de Dévaványa, el Ecocentro del Lago Tisza, en Poroszló, y el Santuario del Oso, en Veresegyháza. En Hungría, todas las especies de reptiles y anfibios están protegidas, con la única excepción del sapo joya de orejas rojas, que fue introducido.

## Economía
Hungría continúa demostrando ser una economía de crecimiento moderado-alto, como uno de los miembros más recientes de la Unión Europea (desde el 2004). El sector privado es responsable de más de un 80 % del PIB. La inversión extranjera en compañías húngaras es bastante común, con inversiones por un total de más de 23 000 millones de dólares desde 1989. El sector automovilístico está en auge con la inversión de empresas tan importantes como Audi, Mercedes, GM-Opel, Suzuki, que harán aumentar su PIB. La inflación y el desempleo —ambas políticas prioritarias desde 2001— han disminuido sustancialmente; sin embargo, la tasa de suicidios permanece bastante alta. Reformas económicas como la del sistema de salud, impuestos y financiación de los gobiernos locales siguen pendientes. Su moneda es el florín húngaro (en húngaro Forint).

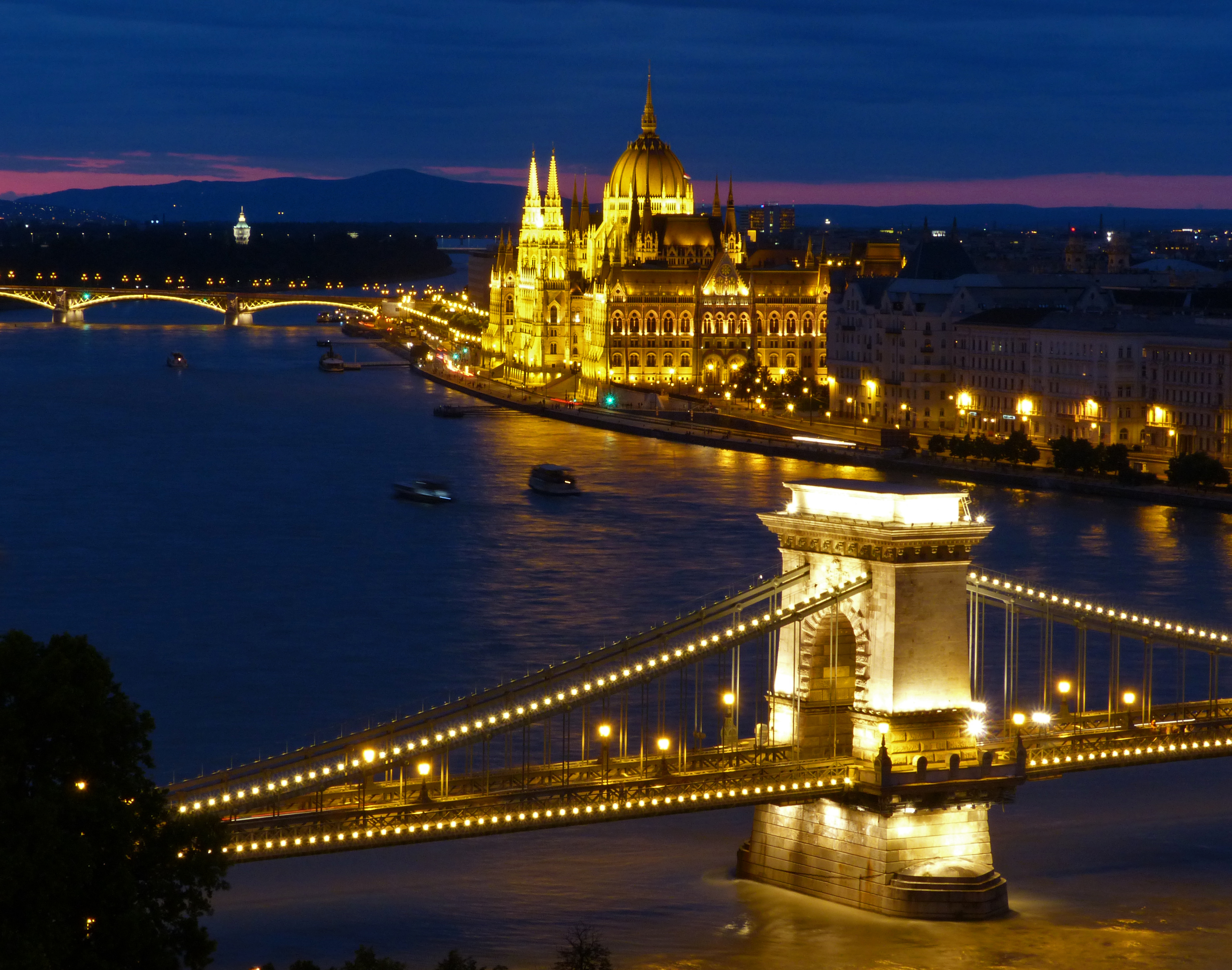
Budapest, ciudad más poblada y centro económico del país

Hungría es una de las naciones líderes en atraer inversión extranjera directa (IED) en Europa Central y del Este, la IED entrante en el país fue de $119,8 mil millones en 2015, mientras que Hungría invierte más de $50 mil millones en el exterior. Las principales industrias incluyen procesamiento de alimentos, productos farmacéuticos, vehículos motorizados, tecnología de la información, productos químicos, metalurgia, maquinaria, productos eléctricos y turismo (en 2014, Hungría recibió a 12,1 millones de turistas internacionales). La tasa de empleo en la economía fue del 68,3 % en 2017, la estructura del empleo muestra las características de las economías postindustriales, el 63,2 % de la fuerza laboral empleada en el sector de servicios, la industria contribuyó con el 29,7 %, mientras que la agricultura con el 7,1 %. La tasa de desempleo fue del 4,1 % en septiembre de 2017, frente al 11 % durante la crisis financiera de 2008.
Más de 600 000 personas, de una población de menos de 10 millones, han abandonado Hungría desde principios de los años 2010. Como resultado, el país se enfrenta a una escasez de mano de obra. En enero de 2019, el gobierno adoptó una ley de «flexibilización», que la oposición calificó de «ley de esclavitud»: los empleadores tienen ahora la posibilidad de exigir a sus empleados que trabajen hasta 400 horas extraordinarias al año (frente a las 250 que trabajaban hasta entonces y las 144 que trabajaban a principios de la década de 1990) y que solo les paguen tres años más tarde. La Confederación Sindical Húngara denuncia un sistema que «llevará a un deterioro significativo de las condiciones de trabajo y a un alto nivel de explotación de los trabajadores».

### Ciencia y tecnología
Los logros de Hungría en ciencia y tecnología han sido importantes, y los esfuerzos de investigación y desarrollo forman parte integral de la economía del país. Hungría gastó el 1,61 % de su producto interior bruto (PIB) en investigación y desarrollo civil en 2020, lo que supone el 25º ratio más alto del mundo. Hungría ocupa el puesto 32 entre los países más innovadores en el Índice de Innovación de Bloomberg, situándose por delante de Hong Kong, Islandia o Malta. Hungría ocupa el puesto 36 en el Índice de mundial de innovación, de la Organización Mundial de la Propiedad Intelectual, en 2024; mientras que en 2023, ocupó el lugar 35 y en 2022 y 2021 obtuvo el lugar 34. En 2014, Hungría contaba con 2651 investigadores equivalentes a tiempo completo por millón de habitantes, lo que supone un aumento constante respecto a los 2131 de 2010 y se compara con los 3984 de Estados Unidos o los 4380 de Alemania.

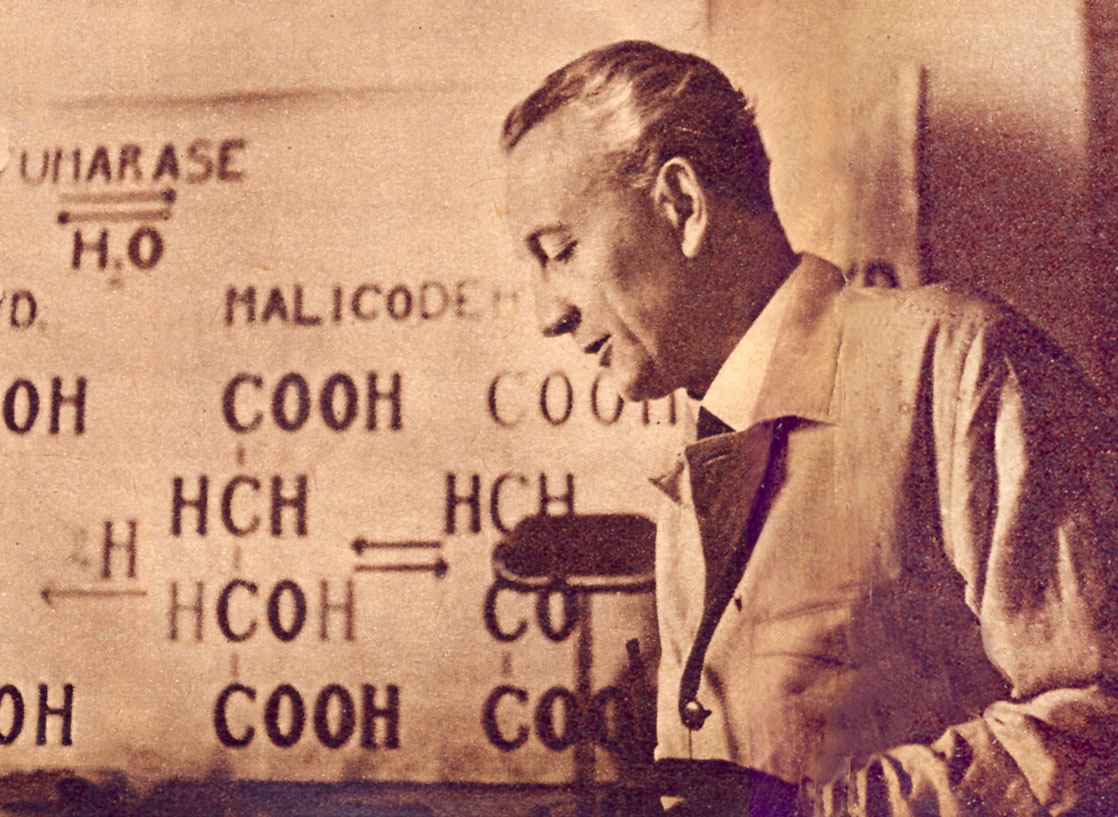
Albert Szent-Györgyi ganó el Premio Nobel de Fisiología o Medicina por su descubrimiento de la vitamina C. El Premio Nobel ha sido concedido a 13 húngaros.

La industria de alta tecnología de Hungría se ha beneficiado tanto de la mano de obra cualificada del país como de la fuerte presencia de empresas y centros de investigación extranjeros de alta tecnología. Hungría también tiene una de las tasas más altas de patentes registradas, la sexta proporción más alta de producción de alta y media tecnología en el total de la producción industrial, la 12.ª mayor entrada de IED en investigación, el 14º puesto en talento de investigación en empresas y tiene el 17º mejor ratio de eficiencia de innovación global del mundo.
El actor principal de la investigación y el desarrollo en Hungría es la Oficina Nacional de Investigación, Desarrollo e Innovación (Oficina NRDI), que es una agencia nacional estratégica y de financiación de la investigación científica, el desarrollo y la innovación (i+D+i), la principal fuente de asesoramiento sobre la política de I+D+i para el Gobierno húngaro y la principal agencia de financiación de la I+D+i. Su función es desarrollar la política de I+D+i y garantizar que Hungría invierta adecuadamente en I+D+i mediante la financiación de la investigación de excelencia y el apoyo a la innovación para aumentar la competitividad, así como preparar la estrategia de I+D+i del Gobierno húngaro, gestionar el Fondo Nacional de Investigación, Desarrollo e Innovación y representar al Gobierno húngaro y a la comunidad húngara de I+D+i en las organizaciones.

## Demografía

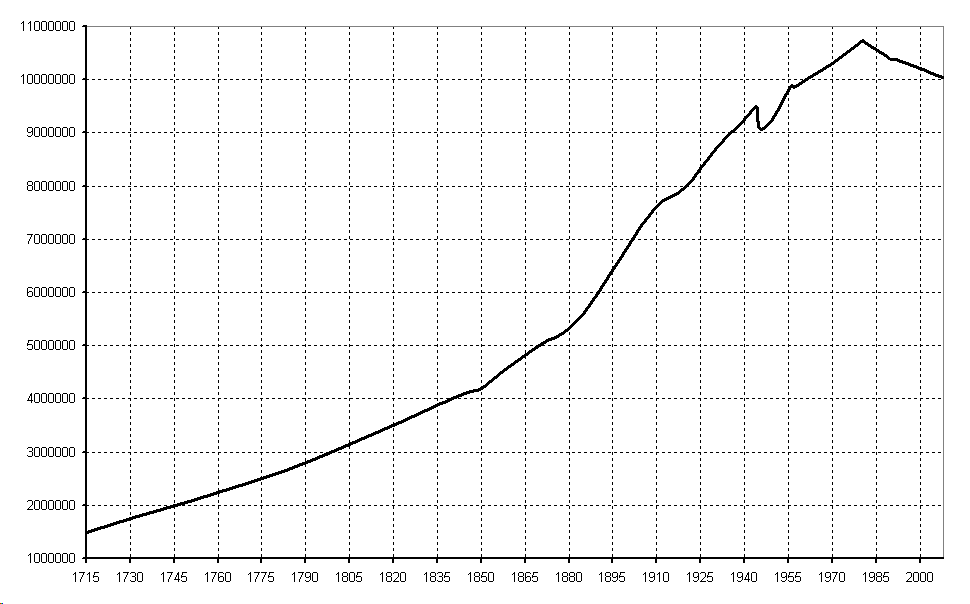
Evolución de la población entre 1715 y 2005

En año 2023, la población de Hungría era de 9 678 000 habitantes. La esperanza de vida es de 76 años. El promedio de hijos por mujer es de tan solo 1,40, una de las tasas más bajas de Europa, lo cual está provocando que su población se reduzca un 0,25 % cada año. El 99,7 % de la población está alfabetizada.
La composición étnica actual es la siguiente:
- Europeos: 97,9 % (húngaros 96,2 % + otros europeos 1,7 %)
- Gitanos: 2,0 %
- Asiáticos, americanos, africanos: 0,1 %

### Religión

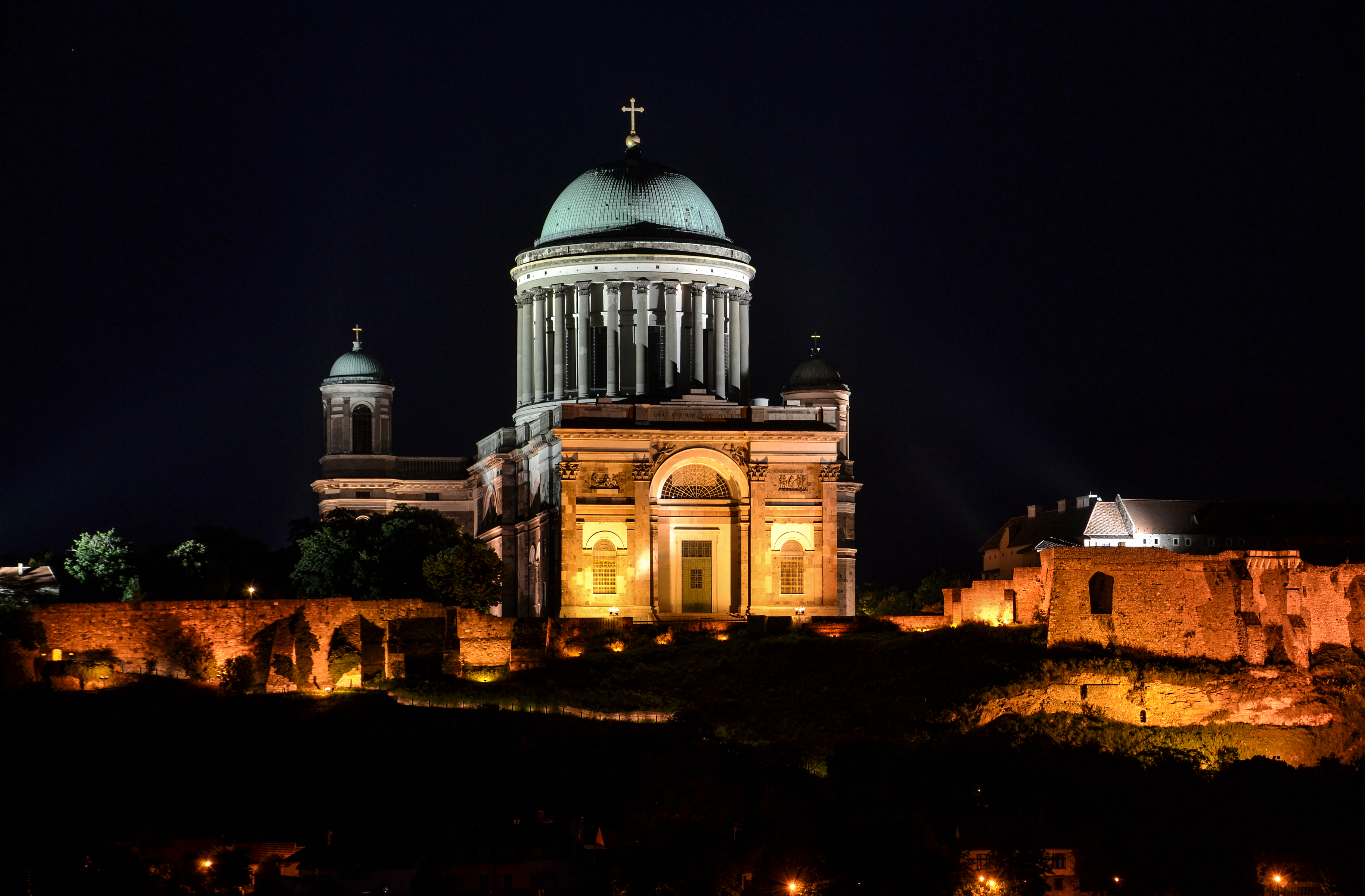
La Basílica de Esztergom, la iglesia madre de la arquidiócesis de Esztergom-Budapest, y centro del catolicismo en Hungría

Hungría es tradicionalmente un país católico con una minoría que profesa diversas formas de protestantismo. Unos dos tercios de la población es católica y casi una cuarta parte es protestante; los principales grupos protestantes son la Iglesia reformada calvinista húngara y la Iglesia luterana húngara. En 1991, la comunidad judía ascendía a unos 100 000 miembros. Durante el periodo comunista, desde la década de 1940 hasta finales de la década de 1980, los órganos religiosos se separaron del Estado, aunque la oficina de Estado para Asuntos de la Iglesia controlaba sus actividades; además, se disolvieron la mayoría de las órdenes religiosas y el gobierno adquirió las propiedades de los monasterios.
Hungría es un país históricamente cristiano. La historiografía húngara identifica los cimientos del estado húngaro con el bautismo y coronación de Esteban I con la Santa Corona en el año 1000 d. C. Esteban promulgó el catolicismo romano como la religión del estado, y sus sucesores fueron tradicionalmente conocidos como los Reyes Apostólicos. La Iglesia católica en Hungría se mantuvo fuerte a través de los siglos, y el arzobispo de Esztergom recibió privilegios temporales extraordinarios como príncipe-primado (hercegprímás) de Hungría. La Hungría contemporánea, sin embargo, no tiene religión oficial. Si bien la constitución "reconoce el papel del cristianismo en la construcción de la nación", la libertad de religión es un derecho fundamental.

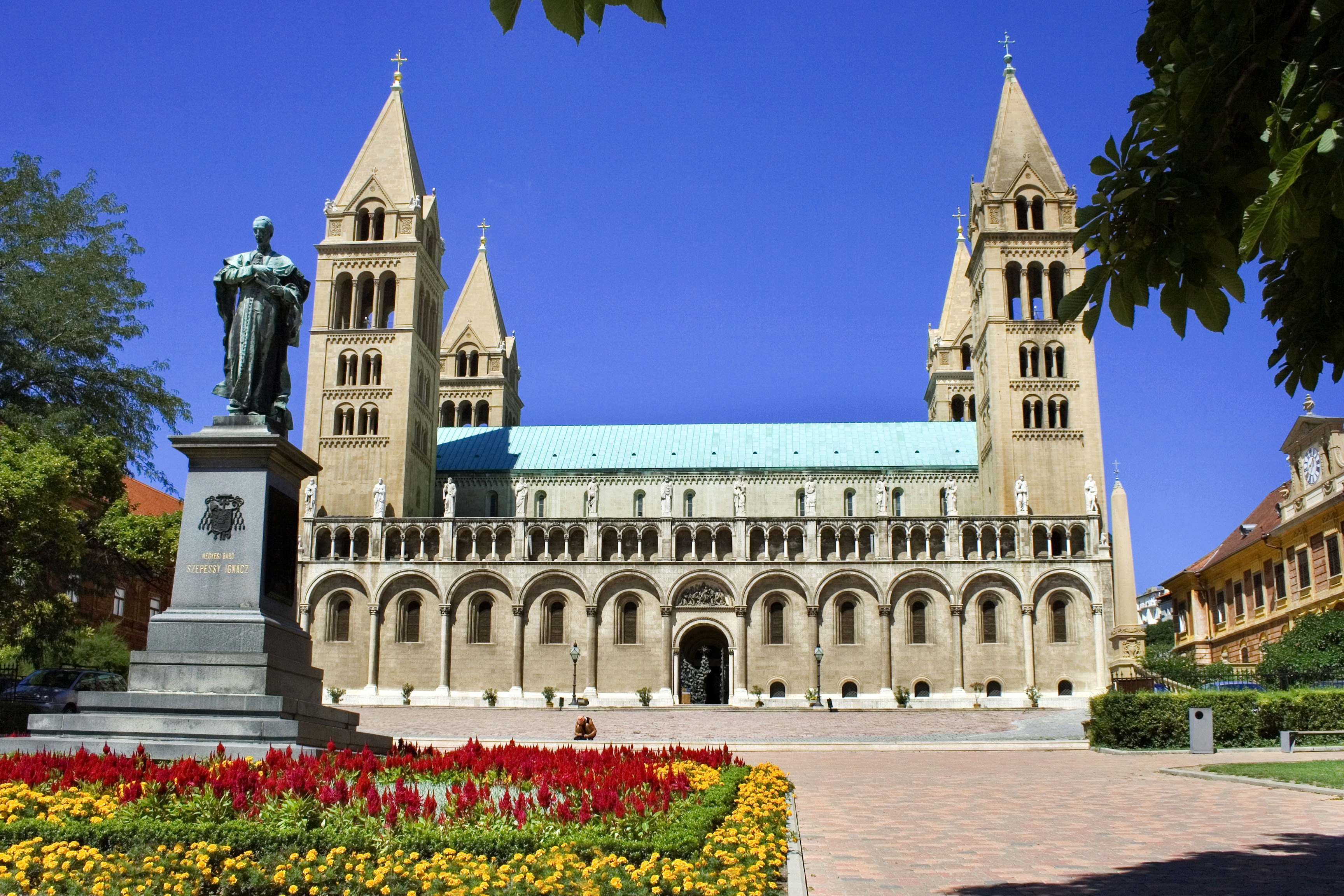
Catedral de Pécs

Durante las primeras etapas de la Reforma protestante, la mayoría de los húngaros adoptaron primero el luteranismo y luego el calvinismo en la forma de la Iglesia Reformada Húngara. En la segunda mitad del siglo XVI, los jesuitas dirigieron una campaña de contrarreforma y la población volvió a ser predominantemente católica. Sin embargo, esta campaña solo tuvo un éxito parcial, y la nobleza húngara (mayoritariamente reformada) pudo asegurar la libertad de culto para los protestantes. En la práctica, esto significaba cuius regio, eius religio; por lo tanto, la mayoría de las localidades individuales de Hungría siguen siendo identificables como históricamente católicas, luteranas o reformadas. Las regiones orientales del país, especialmente en torno a Debrecen (la "Roma calvinista"), siguen siendo casi completamente reformistas, un rasgo que comparten con las regiones étnicamente húngaras históricamente contiguas al otro lado de la frontera rumana.
El cristianismo ortodoxo en Hungría está asociado a las minorías étnicas del país: armenios, búlgaros, griegos, rumanos, rusos, ucranianos y serbios.
Históricamente, Hungría albergaba una importante comunidad judía con una población anterior a la Segunda Guerra Mundial de más de 800 000 personas, pero se calcula que algo más de 564.000 judíos húngaros fueron asesinados entre 1941 y 1945 durante el Holocausto en Hungría. Solo entre el 15 de mayo y el 9 de julio de 1944, más de 434.000 judíos fueron deportados en 147 trenes, la mayoría de ellos a Auschwitz, donde cerca del 80 % fueron gaseados a su llegada. Algunos judíos pudieron escapar, pero la mayoría fueron deportados a campos de concentración, donde fueron asesinados, o asesinados en Hungría por miembros de la Cruz Flechada. De los más de 800.000 judíos que vivían dentro de las fronteras de Hungría en 1941-1944, se cree que sobrevivieron unos 255.500. En la actualidad hay unos 120.000 judíos en Hungría.

### Educación

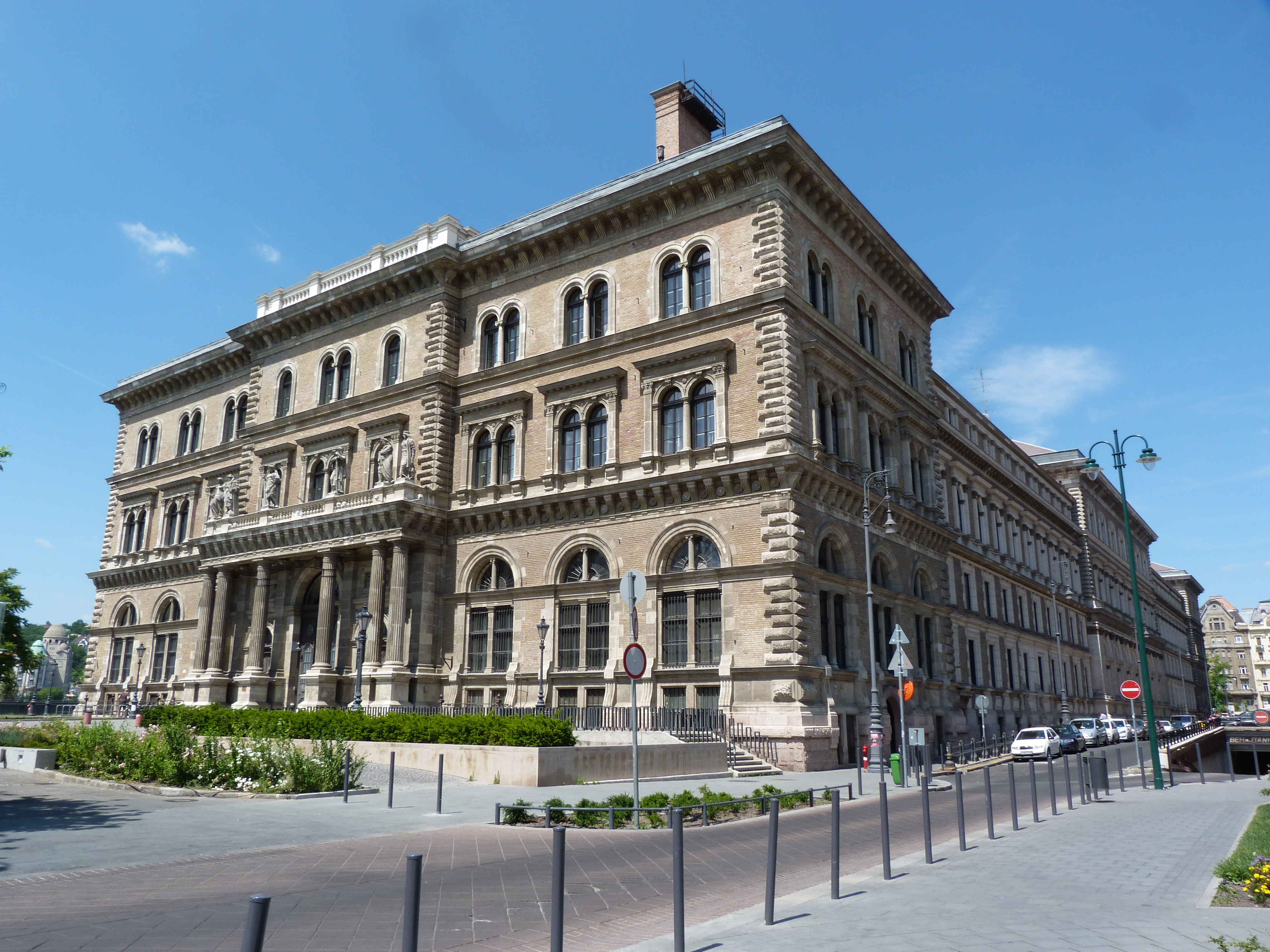
Edificio principal de la Universidad Corvinus

La educación en Hungría es predominantemente pública, dirigida por el Ministerio de Educación. La educación preescolar-guardería es obligatoria y se imparte a todos los niños de entre tres y seis años, tras lo cual la asistencia a la escuela es también obligatoria hasta los dieciséis años. La educación primaria suele durar ocho años. La educación secundaria incluye tres tipos tradicionales de escuelas centradas en diferentes niveles académicos: el Gymnasium matricula a los niños más dotados y prepara a los alumnos para los estudios universitarios; las escuelas secundarias de formación profesional para alumnos de nivel medio duran cuatro años y la escuela técnica prepara a los alumnos para la formación profesional y el mundo laboral. El sistema es en parte flexible y existen puentes, los graduados de una escuela profesional pueden conseguir un programa de dos años para acceder a la educación superior profesional, por ejemplo. El Estudio Internacional de Tendencias en Matemáticas y Ciencias (TIMSS) situó a los alumnos de 13-14 años de Hungría entre los mejores del mundo en matemáticas y ciencias.
La mayoría de las universidades húngaras son instituciones públicas, y los estudiantes tradicionalmente estudian sin pagar tasas. El requisito general para acceder a la universidad es la Matura. El sistema público de enseñanza superior húngaro incluye universidades y otros institutos de enseñanza superior, que imparten tanto planes de estudios como títulos afines hasta el doctorado y también contribuyen a las actividades de investigación. El seguro médico de los estudiantes es gratuito hasta el final de sus estudios. El inglés y el alemán son importantes en la enseñanza superior húngara, hay varios programas de grado que se imparten en estos idiomas, lo que atrae a miles de estudiantes de intercambio cada año. La educación superior y la formación de Hungría han sido clasificadas en el puesto 44 de 148 países en el Informe de Competitividad Global de 2014.
Hungría tiene una larga tradición de educación superior que refleja la existencia de una economía del conocimiento establecida. Entre las universidades establecidas en Hungría se encuentran algunas de las más antiguas del mundo; la primera fue la Universidad de Pécs, fundada en 1367, que sigue funcionando, aunque, en el año 1276, la Universidad de Veszprém fue destruida por las tropas de Pedro Csák, pero nunca fue reconstruida. Segismundo creó la Universidad de Óbuda en 1395. Otra, la Universitas Istropolitana, fue establecida en 1465 en Pozsony por Matías Corvino. La Universidad de Nagyszombat se fundó en 1635 y se trasladó a Buda en 1777 y hoy se llama Universidad Eötvös Loránd. El primer instituto tecnológico del mundo se fundó en Selmecbánya, Reino de Hungría, en 1735; su sucesor legal es la Universidad de Miskolc. La Universidad de Tecnología y Economía de Budapest se considera el instituto tecnológico más antiguo del mundo con rango y estructura universitaria, su antecesor legal el Institutum Geometrico-Hydrotechnicum fue fundado en 1782 por el emperador José II.
Hungría ocupa el cuarto lugar (por encima de su vecina Rumanía, y después de China, Estados Unidos y Rusia) en el medallero histórico de la Olimpiada Internacional de Matemáticas, con 336 medallas en total, desde 1959.

### Salud

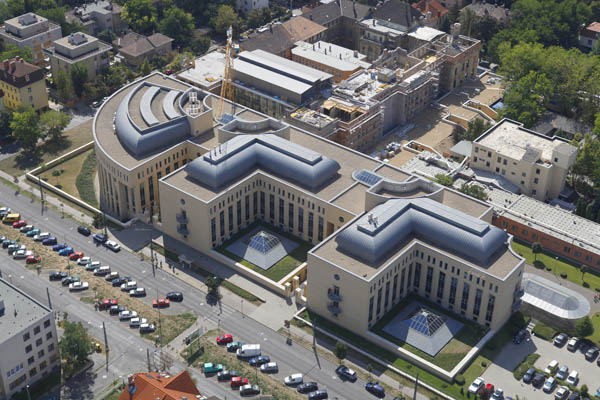
El Hospital Uzsoki en Budapest

Hungría mantiene un sistema de asistencia sanitaria universal financiado en gran parte por el seguro nacional de salud del gobierno. Según la OCDE, el 100 % de la población está cubierta por el seguro sanitario universal, que es absolutamente gratuito para niños, estudiantes, pensionistas, personas con bajos ingresos, discapacitados y empleados de la iglesia. Hungría destina el 7,2 % del PIB a la sanidad, con un gasto de 2045 dólares per cápita, de los cuales 1365 son aportados por el gobierno.
Hungría es uno de los principales destinos del turismo médico en Europa, sobre todo en el turismo dental, en el que su cuota es del 42 % en Europa y del 21 % a nivel mundial, La cirugía plástica también es un sector clave, con un 30 % de los clientes procedentes del extranjero. Hungría es conocida por su cultura balnearia y alberga numerosos balnearios medicinales, que atraen al turismo de balneario o de spa.
Al igual que muchos países desarrollados, las enfermedades cardiovasculares son una de las principales causas de mortalidad, con un 49,4 % (62.979) del total de fallecimientos en 2013. Sin embargo, esta cifra alcanzó un máximo en 1985, con 79.725 muertes, y ha ido disminuyendo continuamente desde la caída del comunismo. La segunda causa de muerte es el cáncer, con 33.274 (26,2 %), que se ha estancado desde la década de los 90. Las muertes por accidente se redujeron de 8760 en 1990 a 3654 en 2013; el número de suicidios ha disminuido precipitadamente de 4911 en 1983 a 2093 en 2013 (21.1 por cada 100 000 personas), el más bajo desde 1956. Existen considerables disparidades sanitarias entre las zonas occidentales y orientales de Hungría; las enfermedades cardíacas, la hipertensión, los derrames cerebrales y los suicidios son frecuentes en la región de la Gran Llanura, mayoritariamente agrícola y de bajos ingresos, en el este, pero poco frecuentes en las zonas de clase media y altos ingresos del Transdanubio occidental y Hungría central.
El tabaquismo es una de las principales causas de muerte en el país, aunque está en franco descenso: La proporción de fumadores adultos se redujo al 19 % en 2013 desde el 28 % en 2012, debido a regulaciones estrictas como la prohibición de fumar en todo el país en todos los lugares públicos cerrados y la limitación de la venta de tabaco a los "Estancos Nacionales" controlados por el Estado.
Hungría es el 17.º país más seguro del mundo, con una tasa de homicidios de 1,3 por cada 100 000 habitantes.

## Transporte

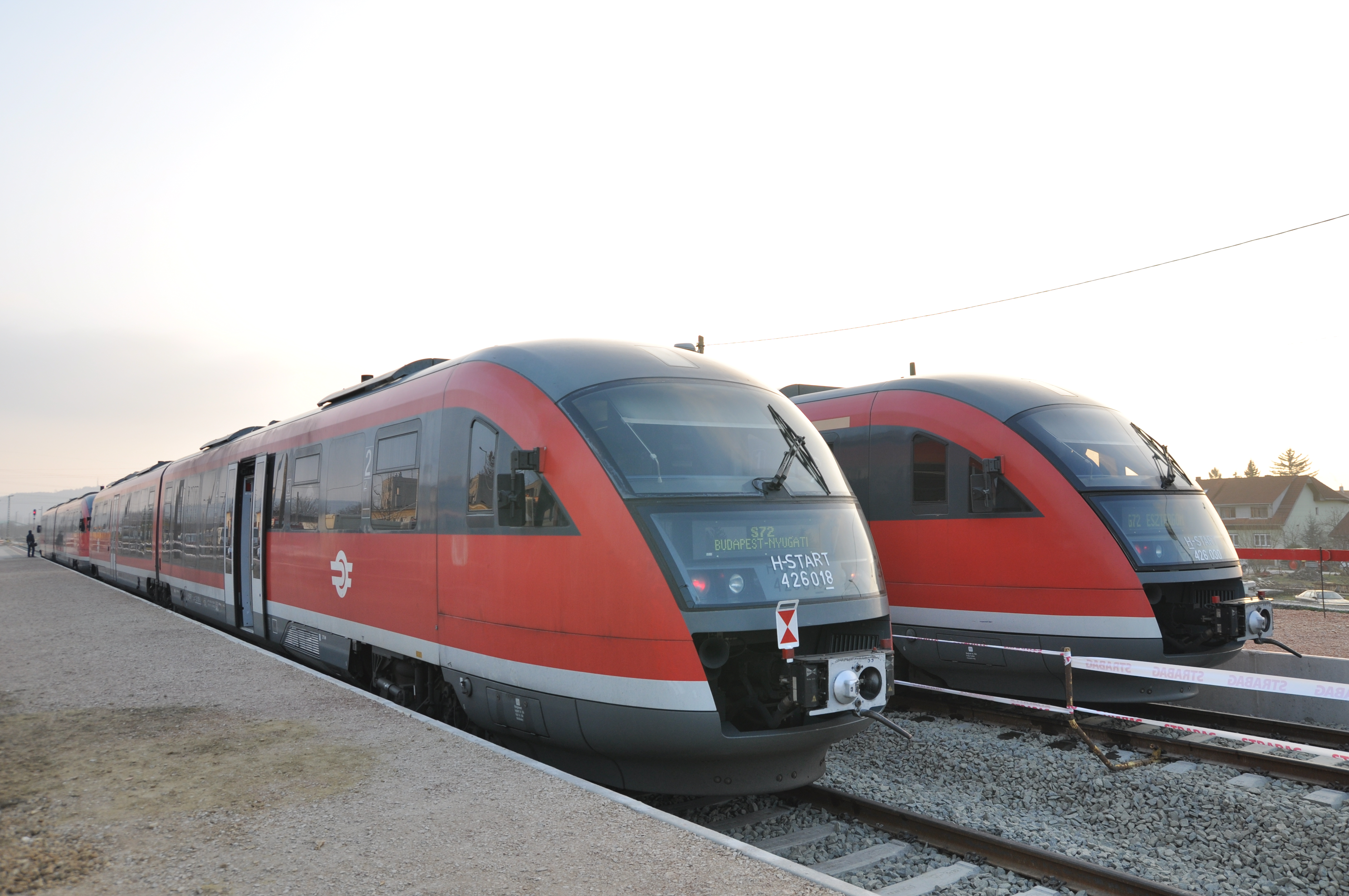
Trenes en la estación ferroviaria de Esztergom

Hungría cuenta con un sistema de transporte por carretera, ferrocarril, aire y agua muy desarrollado. Budapest, la capital, es un importante centro del sistema ferroviario húngaro (MÁV). La capital cuenta con tres grandes estaciones de tren llamadas Keleti (Este), Nyugati (Oeste) y Déli (Sur). Szolnok es el centro ferroviario más importante fuera de Budapest, mientras que la estación de tren de Tiszai, en Miskolc, y las principales estaciones de Szombathely, Győr, Szeged y Székesfehérvár son también clave en la red.
Budapest, Debrecen, Miskolc y Szeged tienen redes de tranvía. El metro de Budapest es la segunda red de metro más antigua del mundo; su línea 1 data de 1896. El sistema consta de cuatro líneas. En el área metropolitana de Budapest funciona un sistema ferroviario de cercanías, HÉV. Hungría tiene una longitud total de aproximadamente 1314 km de autopistas (en húngaro: autópálya). Se están añadiendo tramos de autopista a la red existente, que ya conecta muchas ciudades de importancia económica con la capital. El puerto más importante es el de Budapest. Otros importantes son Dunaújváros y Baja.
Hay cinco aeropuertos internacionales en Hungría: Budapest-Ferenc Liszt (llamado informalmente "Ferihegy"), Debrecen, Hévíz-Balaton (también llamado aeropuerto de Sármellék), Győr-Pér y Pécs-Pogány, pero solo dos de ellos (Budapest y Debrecen) reciben vuelos regulares. La aerolínea nacional, Malév, operaba vuelos a más de 60 ciudades, en su mayoría europeas, pero dejó de operar en 2012. La aerolínea de bajo coste Wizz Air tiene su sede en Hungría, en Ferihegy.

## Cultura

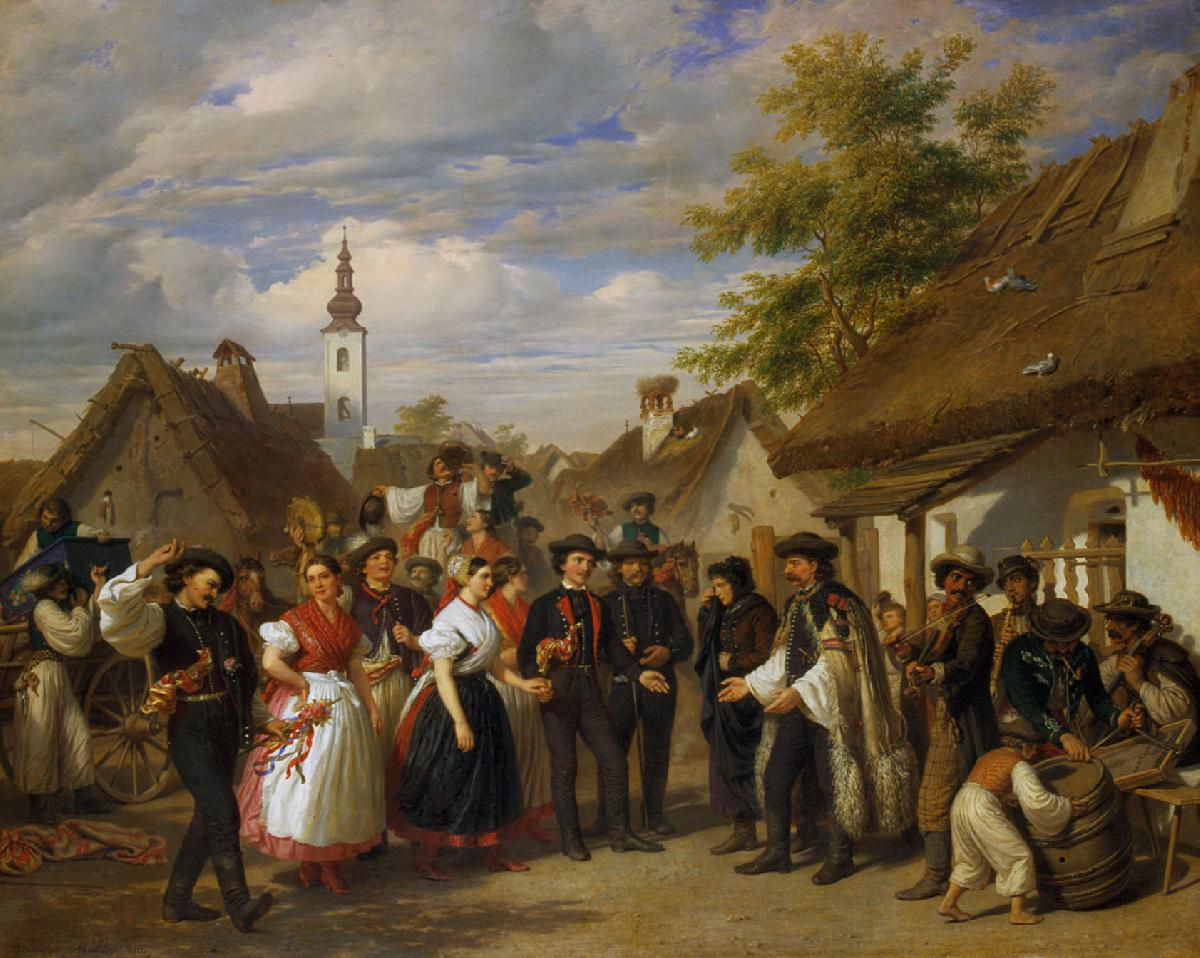
Celebración de una boda en 1856

La cultura húngara ha evolucionado a través de los siglos recibiendo influencias turcas, latinas y germanas entre muchas otras.

### Arquitectura
Hungría alberga la mayor sinagoga de Europa (la Gran Sinagoga), construida en 1859 en estilo renacentista morisco y con capacidad para 3000 personas, el mayor baño medicinal de Europa (los Baños Széchenyi), terminado en 1913 en estilo renacentista moderno y situado en el parque de la ciudad de Budapest, el edificio más grande de Hungría con sus 268 m de longitud (el edificio del Parlamento), una de las mayores basílicas de Europa (la Basílica de Esztergom), la segunda abadía territorial más grande del mundo (la Abadía de Pannonhalma) y la mayor necrópolis paleocristiana fuera de Italia (Pécs).
Entre los estilos arquitectónicos más destacados de Hungría se encuentran el Historicismo y el Art Nouveau, o más bien diversas variantes del Art Nouveau. A diferencia del Historicismo, el Art Nouveau húngaro se basa en las características arquitectónicas nacionales. Teniendo en cuenta los orígenes orientales de los húngaros, Ödön Lechner (1845-1914), la figura más importante del Art Nouveau húngaro, se inspiró inicialmente en la arquitectura india y siria, y más tarde en los diseños decorativos tradicionales húngaros. De este modo, creó una original síntesis de estilos arquitectónicos. Al aplicarlos a elementos arquitectónicos tridimensionales, produjo una versión del Art Nouveau que era específica de Hungría.
Alejándose del estilo de Lechner, pero inspirándose en sus planteamientos, el grupo de "Jóvenes" (Fiatalok), del que formaban parte Károly Kós y Dezsö Zrumeczky, iba a utilizar las estructuras y formas características de la arquitectura tradicional húngara para conseguir el mismo fin.

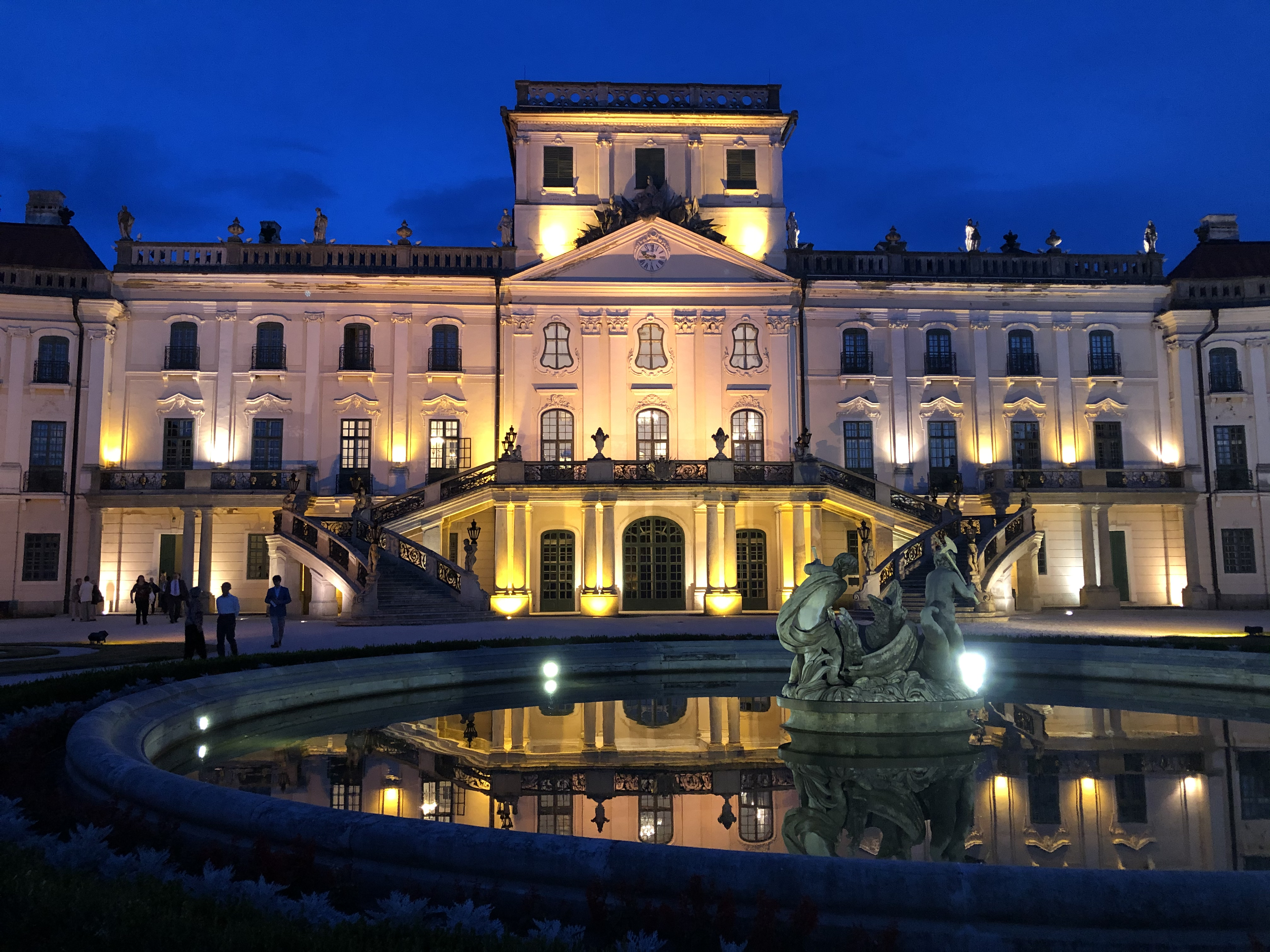
Palacio de Eszterháza

Además de los dos estilos principales, Budapest también presenta versiones locales de tendencias procedentes de otros países europeos. La Secesión de Viena, el Jugendstil alemán, el Art Nouveau de Bélgica y Francia y la influencia de la arquitectura inglesa y finlandesa se reflejan en los edificios construidos a principios del siglo XX. Béla Lajta adoptó inicialmente el estilo de Lechner, inspirándose posteriormente en las tendencias inglesas y finlandesas; tras interesarse por el estilo egipcio, llegó finalmente a la arquitectura moderna. Aladár Árkay siguió casi el mismo camino. István Medgyaszay desarrolló su propio estilo, que difería del de Lechner, utilizando motivos tradicionales estilizados para crear diseños decorativos en hormigón. En el ámbito de las artes aplicadas, los principales responsables de la difusión del Art Nouveau fueron la Escuela y el Museo de Artes Decorativas, inaugurados en 1896.
Los extranjeros han "descubierto" inesperadamente que una parte significativamente grande de los ciudadanos vive en edificios antiguos y de gran valor arquitectónico. En el centro de Budapest, casi todos los edificios tienen unos cien años de antigüedad, con paredes gruesas, techos altos y motivos en la fachada.

### Música

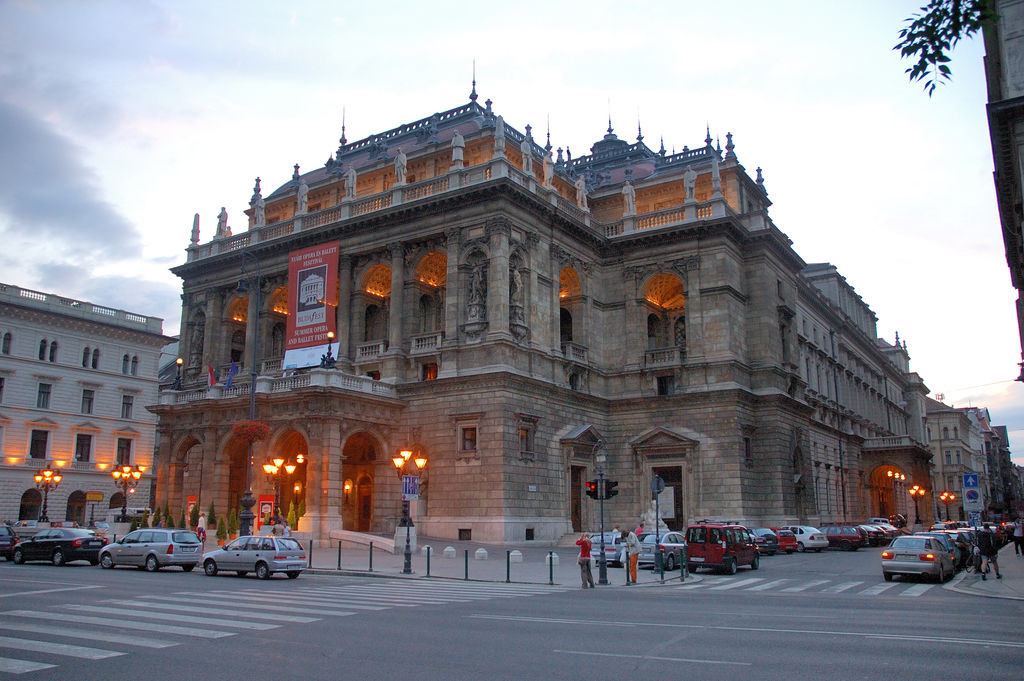
Ópera nacional de Hungría

La música húngara se compone principalmente de música folclórica tradicional húngara y de música de destacados compositores como Liszt y Bartók, considerados entre los más grandes compositores húngaros. Otros compositores de renombre son Ernő Dohnányi, Franz Schmidt, Zoltán Kodály, Gabriel von Wayditch, Rudolf Wagner-Régeny, László Lajtha, Franz Lehár, Imre Kálmán, Sándor Veress y Miklós Rózsa. La música tradicional húngara suele tener un fuerte ritmo dactílico, ya que el idioma se acentúa invariablemente en la primera sílaba de cada palabra.
Hungría cuenta con renombrados compositores de música clásica contemporánea, como György Ligeti, György Kurtág, Péter Eötvös, Zoltán Kodály y Zoltán Jeney. Uno de los más grandes compositores húngaros, Béla Bartók, fue también uno de los músicos más importantes del siglo XX. Su música se vio vigorizada por los temas, modos y patrones rítmicos de las tradiciones musicales húngaras y de los países vecinos que estudió, que sintetizó con las influencias de sus contemporáneos en su propio estilo distintivo.
Hungría ha hecho muchas aportaciones en el campo de la música folclórica, popular y clásica. La música folclórica húngara es una parte prominente de la identidad nacional y sigue desempeñando un papel importante en la música húngara. La música folclórica húngara ha sido importante en las antiguas partes del país que pertenecen -desde el Tratado de Trianón de 1920- a países vecinos como Rumanía, Eslovaquia, Polonia y, especialmente, en el sur de Eslovaquia y Transilvania; en ambas regiones hay un número significativo de húngaros

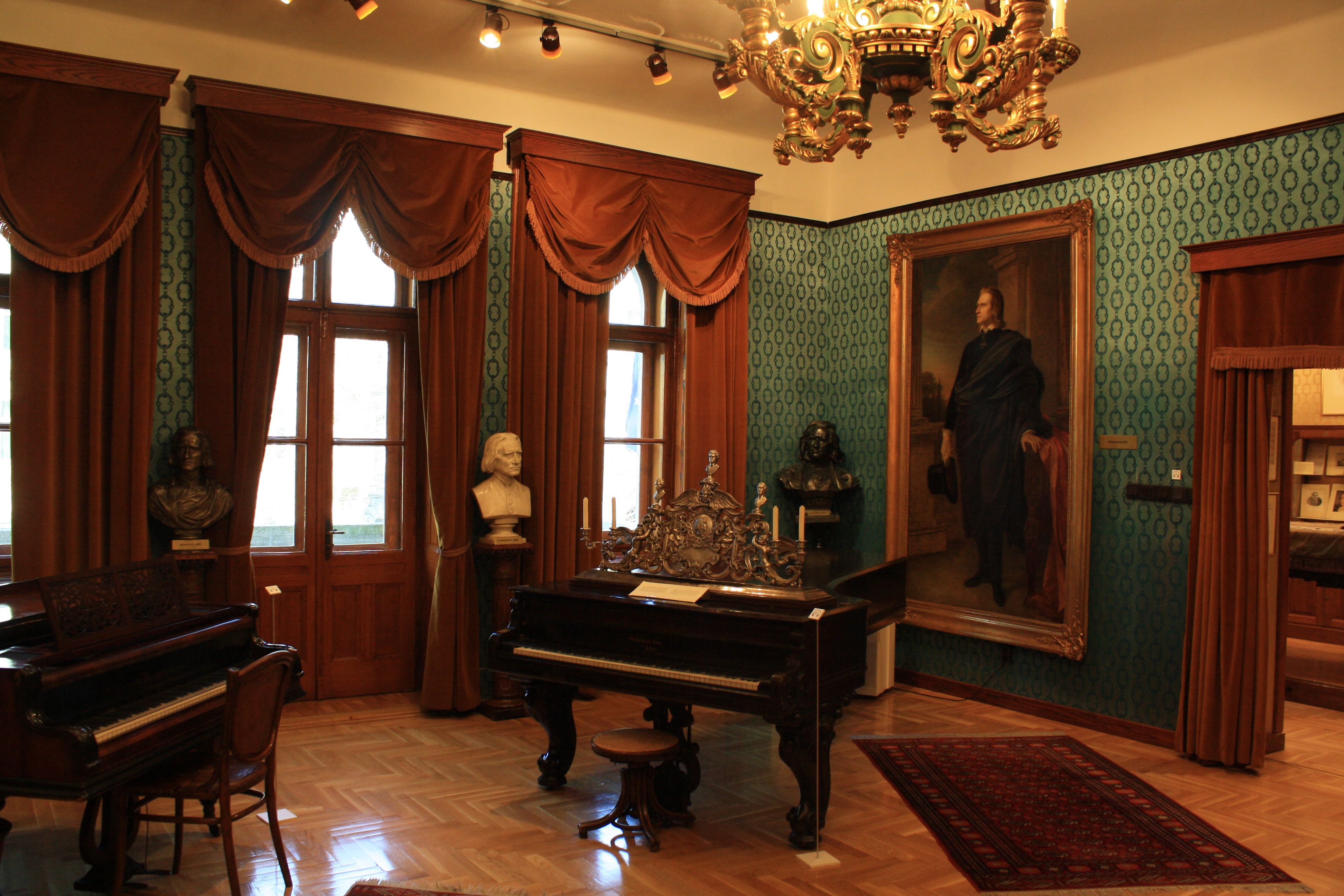
Antigua academia de Música de Budapest ahora el Museo Franz Liszt

Broughton afirma que el "contagioso sonido húngaro ha sido sorprendentemente influyente en los países vecinos (gracias quizás a la historia común austro-húngara) y no es raro escuchar melodías que suenan a húngaro en Rumanía, Eslovaquia y Polonia" También es fuerte en la zona de Szabolcs-Szatmár y en la parte suroeste de Transdanubia, cerca de la frontera con Croacia. El carnaval de Busójárás, en Mohács, es un importante acontecimiento de música folclórica húngara, en el que se presentaba la reconocida orquesta Bogyiszló.
La música clásica húngara ha sido durante mucho tiempo un "experimento, realizado a partir de antecedentes húngaros y en suelo húngaro, para crear una cultura musical consciente [utilizando el] mundo musical de la canción folclórica" Aunque la clase alta húngara ha tenido durante mucho tiempo conexiones culturales y políticas con el resto de Europa, lo que ha provocado una afluencia de ideas musicales europeas, los campesinos rurales mantuvieron sus propias tradiciones, de modo que a finales del siglo XIX los compositores húngaros pudieron recurrir a la música campesina rural para (re)crear un estilo clásico húngaro. Por ejemplo, Bartók recopiló canciones folclóricas de toda Europa Central y del Este, incluidas Rumanía y Eslovaquia, mientras que Kodály estaba más interesado en crear un estilo musical distintivo húngaro.
Durante la época del régimen comunista en Hungría (1944-1989), un Comité de la Canción revisó y censuró la música popular en busca de rastros de subversión e impureza ideológica. Desde entonces, sin embargo, la industria musical húngara ha empezado a recuperarse, produciendo intérpretes de éxito en los campos del jazz, como el trompetista Rudolf Tomsits, el pianista-compositor Károly Binder y, en una forma modernizada del folk húngaro, Ferenc Sebő y Márta Sebestyén. Los tres gigantes del rock húngaro, Illés, Metró y Omega, siguen siendo muy populares, especialmente Omega, que tiene seguidores en Alemania y fuera de ella, además de en Hungría. También siguen siendo populares los grupos underground más veteranos, como Beatrice, de los años 80.

### Literatura

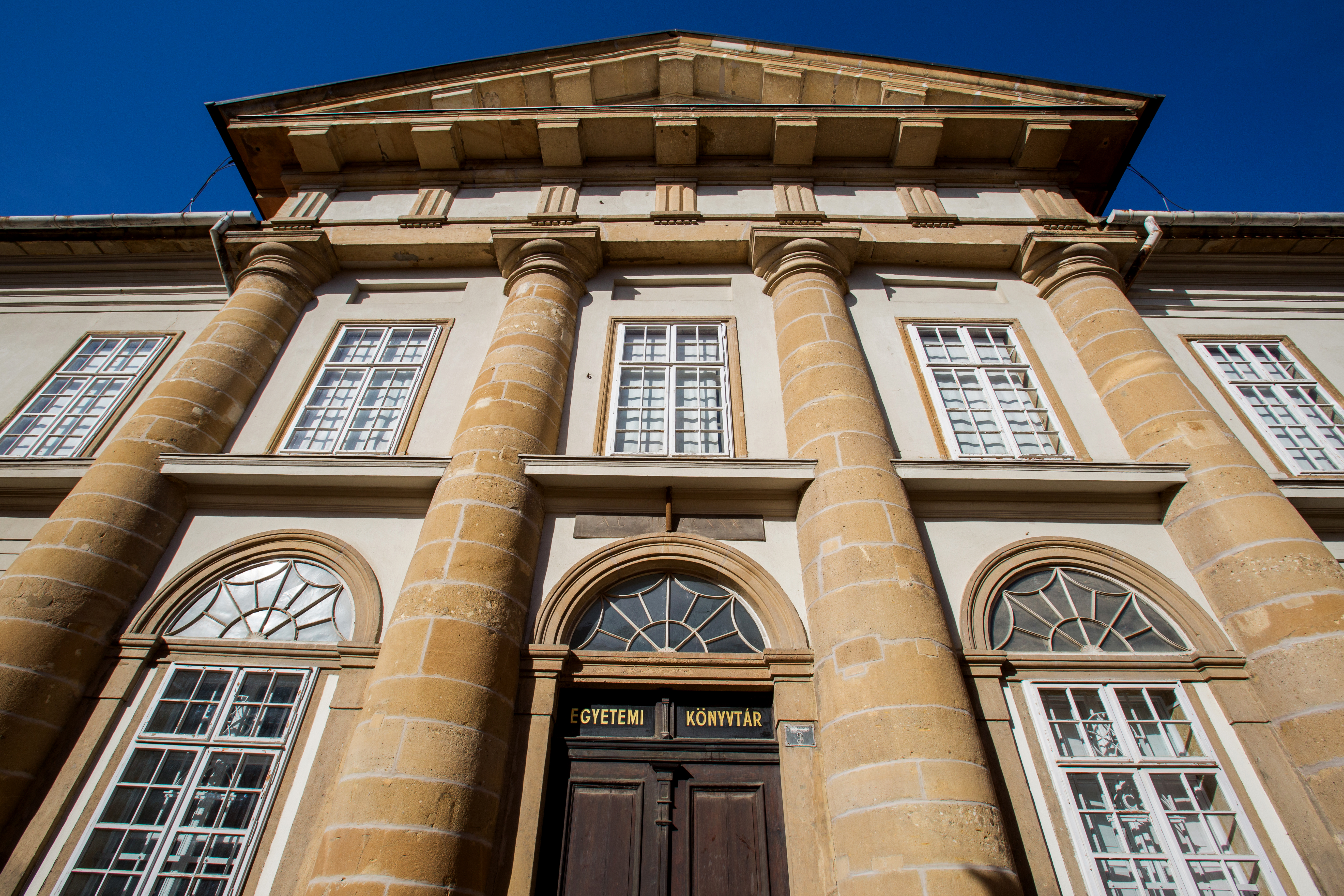
Biblioteca de la Universidad de Pecs

En los primeros tiempos, la lengua húngara se escribía en una escritura de tipo rúnico (aunque no se utilizaba para fines literarios en la interpretación moderna). El país cambió al alfabeto latino tras la cristianización católica bajo el reinado de Esteban I de Hungría (1000-1038).
El registro escrito más antiguo que se conserva en lengua húngara es un fragmento de la carta de fundación de la abadía de Tihany (1055) que contiene varios términos húngaros, entre ellos las palabras feheruuaru rea meneh hodu utu rea, "por el camino militar hacia Fehérvár" El resto del documento estaba escrito en latín.
El texto completo más antiguo que se conserva en húngaro es el Sermón fúnebre y oración (Halotti beszéd és könyörgés) (1192-1195), una traducción de un sermón latino.
El poema más antiguo que se conserva en húngaro es los Antiguos lamentos de María (Ómagyar Mária-siralom), también una traducción (no muy estricta) del latín, del siglo XIII. Es también el poema urálico más antiguo que se conserva.
Entre las primeras crónicas sobre la historia húngara se encuentran la Gesta Hungarorum ("Hechos de los húngaros"), de autor desconocido, y la Gesta Hunnorum et Hungarorum ("Hechos de los hunos y los húngaros"), de Simon Kézai. Ambas están en latín. Estas crónicas mezclan la historia con las leyendas, por lo que históricamente no siempre son auténticas. Otra crónica es la Képes krónika (Crónica ilustrada), que fue escrita para Luis el Grande.

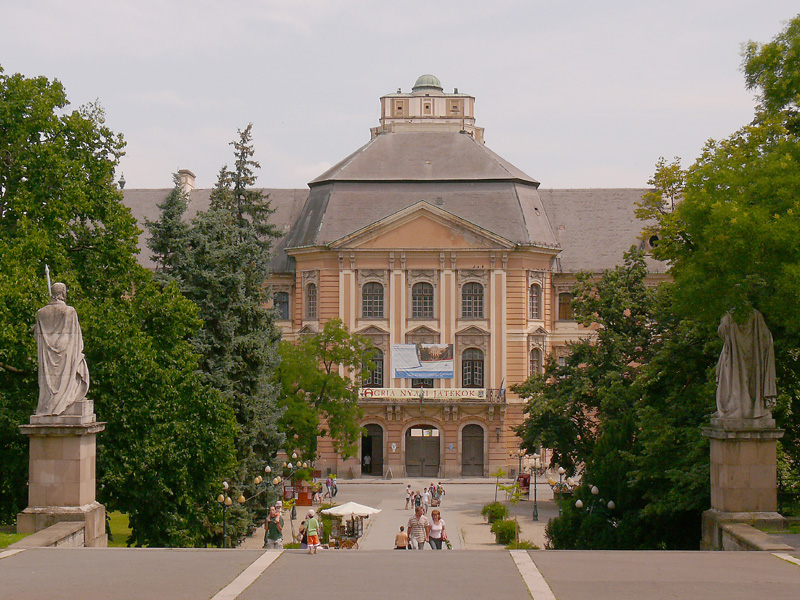
Biblioteca arquidiocesana Eger

La literatura renacentista floreció bajo el reinado de Matías Corvino (1458-1490). Janus Pannonius, aunque escribía en latín, cuenta como una de las personas más importantes de la literatura húngara, siendo el único poeta humanista húngaro significativo de la época. La primera imprenta fue fundada también durante el reinado de Matías, por András Hess, en Buda. El primer libro impreso en Hungría fue la Chronica Hungarorum.
Los poetas más importantes de la época fueron Bálint Balassi (1554-1594) y Miklós Zrínyi (1620-1664). La poesía de Balassi muestra influencias medievales; sus poemas pueden dividirse en tres secciones: poemas de amor, poemas de guerra y poemas religiosos. La obra más significativa de Zrínyi, la epopeya Szigeti veszedelem ("El peligro de Sziget", escrita en 1648/49) está escrita de forma similar a la Ilíada, y narra la heroica batalla de Szigetvár, en la que murió su bisabuelo mientras defendía el castillo de Szigetvár.
Entre las obras literarias religiosas, la más importante es la traducción de la Biblia realizada por Gáspár Károli (la segunda traducción de la Biblia en húngaro de la historia), el pastor protestante de Gönc, en 1590. La traducción se llama la Biblia de Vizsoly, por la ciudad donde se publicó por primera vez.
La Ilustración húngara tuvo lugar unos cincuenta años después de la Ilustración francesa. Los primeros escritores ilustrados fueron los guardaespaldas de María Teresa (György Bessenyei, János Batsányi y otros). Los mayores poetas de la época fueron Mihály Csokonai Vitéz y Dániel Berzsenyi. La mayor figura de la reforma lingüística fue Ferenc Kazinczy. A partir de esta época, la lengua húngara se hizo factible para todo tipo de explicaciones científicas y, además, se acuñaron muchas palabras nuevas para describir los nuevos inventos.

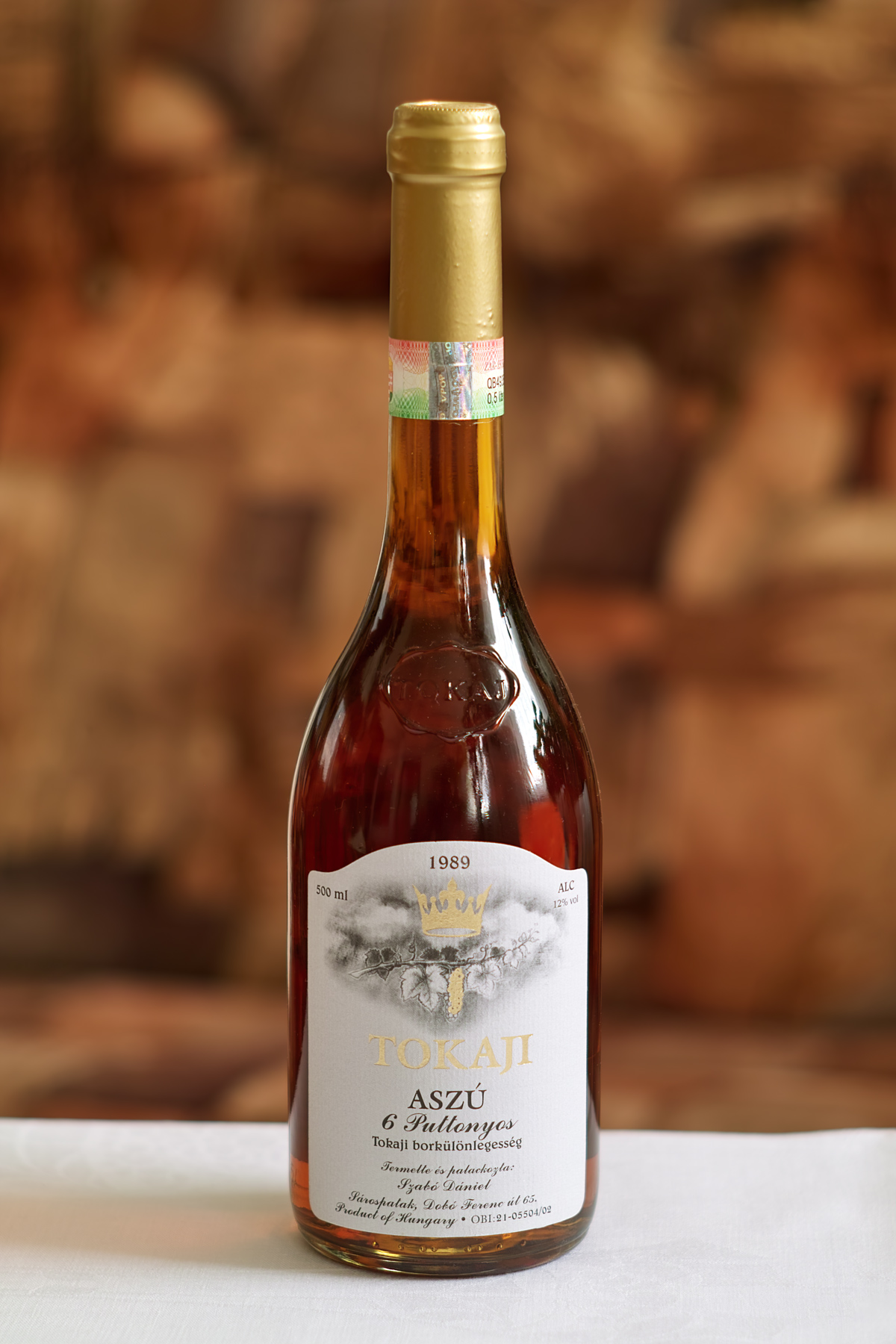
El famoso vino Tokaji. Fue llamado Vinum Regum, Rex Vinorum ("Vino de los Reyes, Rey de los Vinos") por Luis XIV de Francia.

### Gastronomía
Platos tradicionales como el conocido Goulash (guiso de gulyás o sopa de gulyás) ocupan un lugar destacado en la cocina húngara. Los platos suelen estar aromatizados con pimentón (pimientos rojos molidos), una innovación húngara. El pimentón en polvo, obtenido de un tipo especial de pimienta, es una de las especias más utilizadas en la cocina típica húngara. Para suavizar el sabor de los platos se suele utilizar una espesa crema agria húngara llamada tejföl. La famosa sopa húngara de pescado de río caliente, llamada sopa de pescador o halászlé, suele ser una rica mezcla de varios tipos de pescado escalfado.
Otros platos son el paprikash de pollo, el foie gras de hígado de oca, el estofado de pörkölt, las vadas (estofado de caza con salsa de verduras y albóndigas), la trucha con almendras y las albóndigas saladas y dulces, como la túrós csusza, (albóndigas con queso fresco quark y crema agria espesa). Entre los postres destacan la emblemática tarta Dobos, los strudels (rétes), rellenos de manzana, cereza, semillas de amapola o queso, la tortita Gundel, las albóndigas de ciruela (szilvás gombóc), las albóndigas de somlói, las sopas de postre como la sopa fría de cerezas ácidas y el puré dulce de castañas, gesztenyepüré (castañas cocidas machacadas con azúcar y ron y partidas en migas, cubiertas con nata montada). El perec y el kifli son pasteles muy populares.
La csárda es el elemento más característico de las tascas húngaras, una taberna de estilo antiguo que ofrece cocina y bebidas tradicionales. Borozó suele ser una acogedora taberna de vinos a la antigua usanza, pince es una bodega de cerveza o vino y söröző es un pub que ofrece cerveza de barril y, a veces, comidas. El bisztró es un restaurante económico, a menudo con autoservicio. El büfé es el lugar más barato, aunque puede que haya que comer de pie en un mostrador. Los pasteles, las tartas y el café se sirven en la confitería llamada cukrászda, mientras que un eszpresszó es un café.
El Pálinka es un aguardiente de frutas, destilado a partir de las frutas cultivadas en los huertos situados en la Gran Llanura Húngara. Es una bebida alcohólica originaria de Hungría y se presenta en varios sabores, como albaricoque (barack) y cereza (cseresznye). Sin embargo, el sabor más popular es el de ciruela (szilva). La cerveza combina bien con muchos platos tradicionales húngaros. Las cinco principales marcas de cerveza húngara son: Borsodi, Soproni, Arany Ászok, Kõbányai y Dreher. En Hungría, la gente tradicionalmente no choca sus vasos o jarras cuando bebe cerveza. Existe una leyenda urbana en la cultura húngara según la cual los generales austriacos chocaron sus vasos de cerveza para celebrar la ejecución de los 13 mártires de Arad en 1849. Mucha gente sigue la tradición, aunque los más jóvenes suelen renegar de ella, alegando que el voto solo debía durar 150 años.

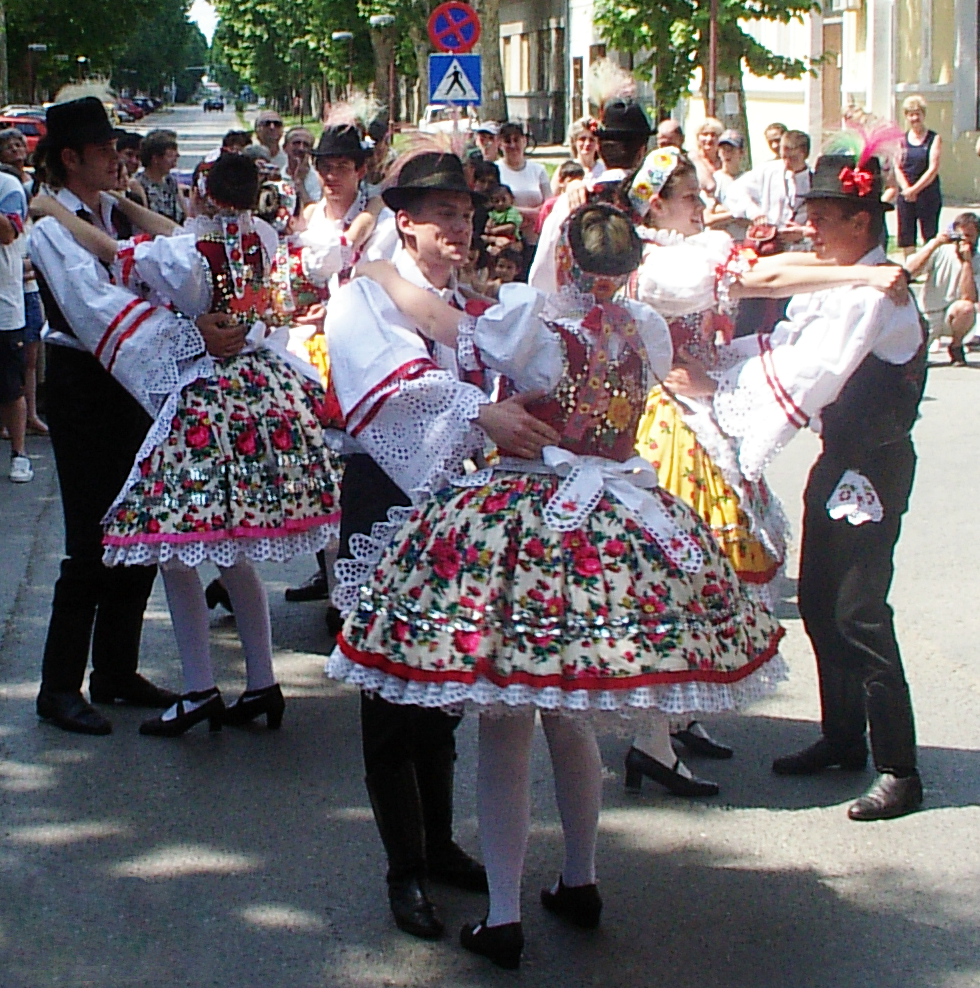
Bailarines en traje tradicional Húngaro en Voivodina, al norte de Serbia

### Danza
Los ugrós (bailes de salto) son danzas de estilo antiguo que se remontan a la Edad Media. A este grupo pertenecen las danzas en solitario o en pareja acompañadas de música de estilo antiguo, las danzas de pastores y otras danzas de hombres solos de Transilvania, y las danzas de marcha junto con restos de danzas de armas medievales.
El Karikázó es una danza en círculo interpretada solo por mujeres y acompañada por el canto de canciones populares.
Los csárdás son bailes de nuevo estilo desarrollados en los siglos XVIII y XIX. Csárdás es el nombre húngaro de los bailes nacionales, con trajes bordados húngaros y música enérgica. Desde los intrincados bailes de bota de los hombres hasta los antiguos bailes en círculo de las mujeres, Csárdás demuestra la contagiosa exuberancia de los bailes populares húngaros que aún se celebran en los pueblos.
El Verbunkos es una danza masculina en solitario que evolucionó a partir de las actuaciones de reclutamiento del ejército austrohúngaro.
El Legényes es una danza solista masculina realizada por el pueblo étnico húngaro que vive en la región de Kalotaszeg, en Transilvania. Aunque suele ser bailada por hombres jóvenes, también puede ser bailada por hombres mayores. En general, la danza se ejecuta en estilo libre por un bailarín a la vez delante de una banda. Las mujeres participan en la danza colocándose en filas a un lado y cantando o gritando versos mientras los hombres bailan. Cada hombre ejecuta un número de puntos (frases de baile), normalmente de cuatro a ocho sin repetición. Cada punto consta de cuatro partes, cada una de las cuales dura cuatro cuentas. La primera parte suele ser la misma para todos (solo hay algunas variaciones).

### Arte
Fue a principios del siglo XVIII cuando tomó forma el actual estilo de arte popular húngaro, que incorpora elementos renacentistas y barrocos, según la zona, así como influencias sasánidas persas. Las flores y las hojas, y a veces un pájaro o un adorno en espiral, son los principales temas decorativos. El ornamento más frecuente es una flor con una pieza central que se asemeja al ojo de una pluma de pavo real.

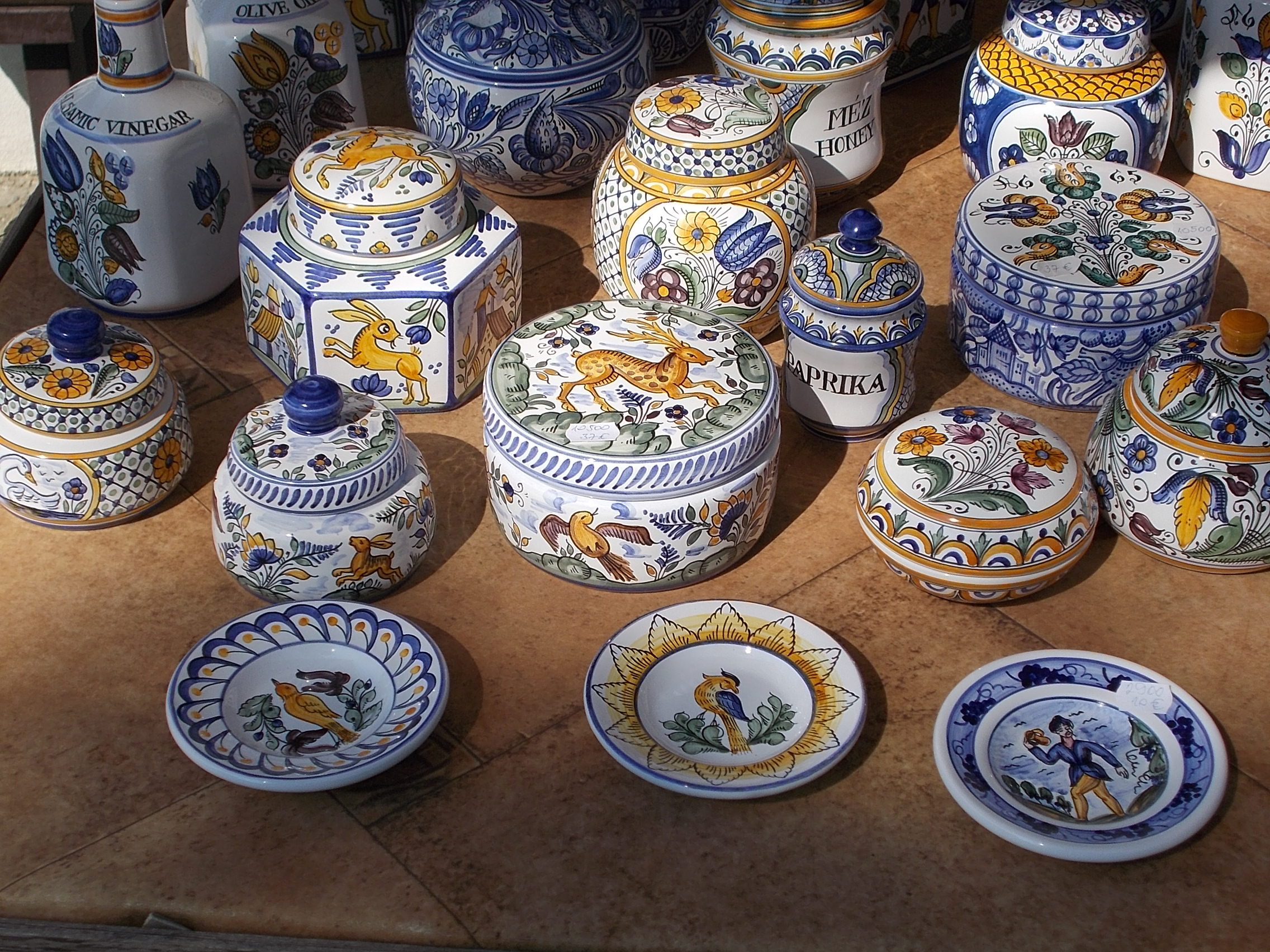
Piezas de cerámica húngara

Casi todas las manifestaciones del arte popular que se practican en otros lugares de Europa también florecieron entre el campesinado magiar en un momento u otro, siendo la cerámica y el textil los más desarrollados de todos.
Los mejores logros en el arte textil son los bordados, que varían de una región a otra. Los de Kalotaszeg, en Transilvania, son encantadores productos de diseño oriental, cosidos principalmente en un solo color: rojo, azul o negro. De líneas suaves, los bordados se aplican en manteles de altar, fundas de almohada y sábanas.
En Hungría, Sárköz, en el Transdanubio, y Matyóföld, en la Gran Llanura Húngara, producen los mejores bordados. En la región de Sárköz, las gorras de las mujeres muestran diseños en blanco y negro tan delicados como el encaje y dan prueba del maravilloso y sutil sentimiento artístico del pueblo. Los motivos de los bordados aplicados a la ropa de mujer también se han trasladado a manteles y corredores adecuados para su uso moderno como decoración de paredes.
Estas vasijas, hechas de arcilla negra, reflejan más de trescientos años de patrones y formas tradicionales del pueblo transdanubiano. No hay dos exactamente iguales, ya que todo el trabajo se hace a mano, tanto el modelado como la decoración. Las impresiones se realizan con el pulgar o un dedo del ceramista que realiza la pieza.

## Deporte
Hungría destaca en el deporte colectivo del waterpolo, así como en el lanzamiento de martillo. También tienen mucha tradición la esgrima y la natación por la que Hungría ha conseguido muchos éxitos internacionales. La selección nacional de fútbol estuvo considerada a principios de los años 1950 como una de las mejores del mundo (el llamado Equipo de oro), logrando ser finalista del Mundial de fútbol de 1954, y siendo también la primera selección que fue capaz de derrotar a Inglaterra en Wembley, durante la fase de grupos del Mundial de fútbol de 1982 Hungría propinó la mayor goleada de los mundiales hasta la fecha a su similar la selección de fútbol de El Salvador con un contundente 10-1. La Revolución húngara de 1956 cogió a casi todos sus integrantes, entre los que estaban jugadores como Laszlo Kubala o Ferenc Puskás, jugando un partido en el extranjero, y la mayoría decidieron no regresar al país. Desde 1986 que Hungría no logra clasificarse a una Copa del Mundo.

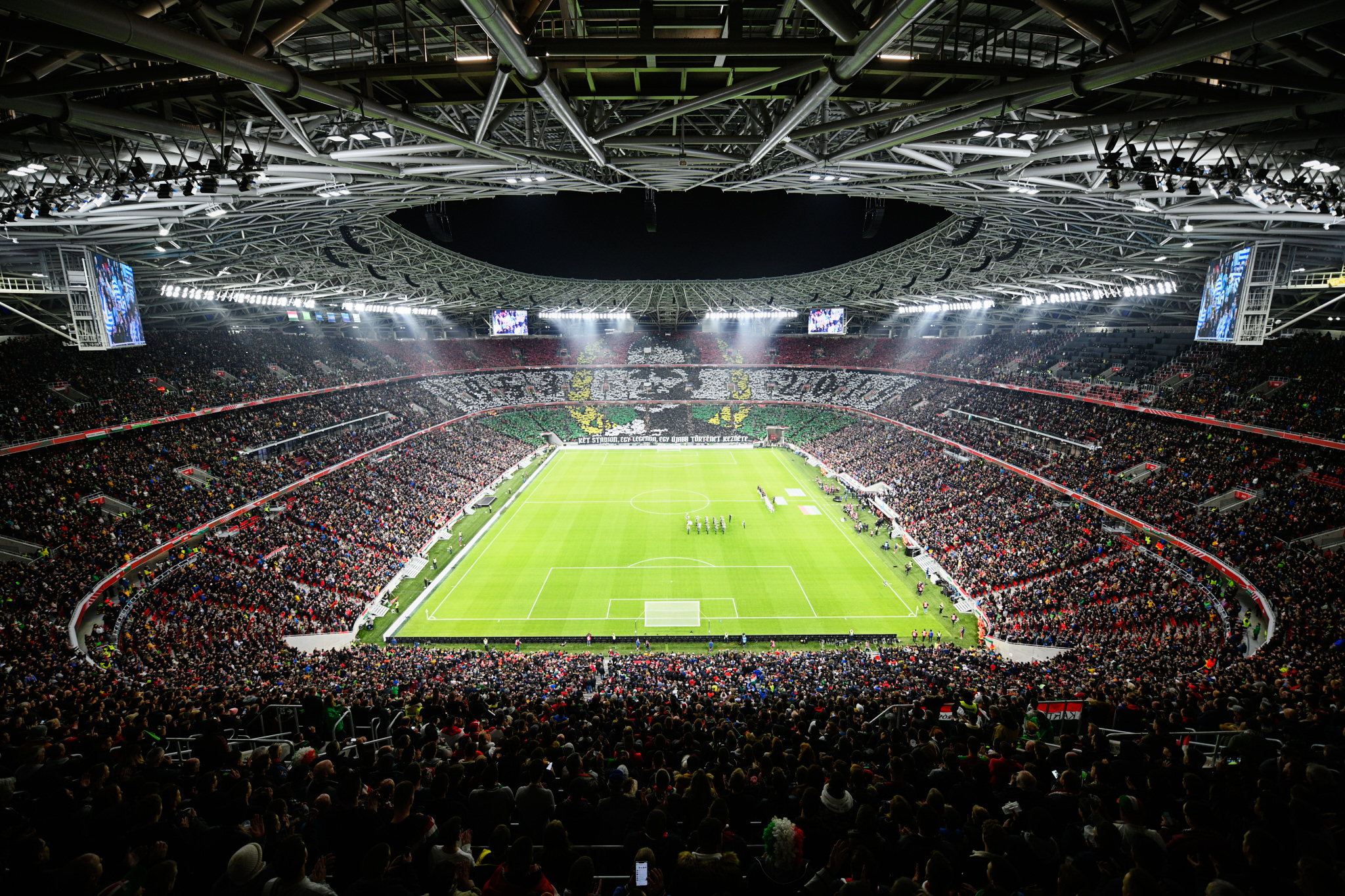
Partido entre las selecciones de Hungría y Uruguay en el Puskás Arena

La mejor participación de Hungría en los Juegos Olímpicos, fue en 1952 cuando obtuvo en tercer puesto en cuadro de medallas.
En cuanto al automovilismo, el Hungaroring es el circuito más importante del país, donde se celebra el Gran Premio de Hungría de Fórmula 1.